# Église Saint-Pierre-et-Saint-Paul de Sarcelles
Pour les articles homonymes, voir Église Saint-Pierre-et-Saint-Paul.
L'église Saint-Pierre-et-Saint-Paul est une église catholique paroissiale située à Sarcelles, en France. Elle est architecturalement remarquable pour son clocher roman tardif avec une flèche en pierre ; son portail sud de style gothique flamboyant richement décoré ; et sa façade occidentale Renaissance qui suit un ordonnancement encore gothique. Le plan de l'église est très simple ; elle occupe une surface rectangulaire au sol et se subdivise en trois vaisseaux de six travées chacun, se terminant par un chevet plat. La Renaissance n'est pas présente à l'intérieur : les quatre premières travées correspondant à la nef sont flamboyantes, et les deux dernières travées correspondant au chœur sont de style gothique primitif et datent autour de 1220. Il peut paraître surprenant que le style roman n'est pas non plus présent à l'intérieur et que plus rien de la base du clocher n'est visible : elle a en effet été entièrement reprise en sous-œuvre lors de la construction du chœur gothique. Dans son ensemble, l'intérieur de l'église est riche d'une architecture de qualité, et les grandes arcades de la nef sont d'une grande légèreté, mais l'insuffisance des fenêtres et l'enduit grisâtre de la fin du XIXe siècle rendent l'intérieur très sombre. Il n'a pas encore été restauré depuis le classement de l'église aux monuments historiques par arrêté du 25 octobre 1911. Peu de mobilier ancien subsiste ; remplacé à la fin du XIXe siècle par un mobilier néogothique, celui-ci a à son tour été enlevé sans qu'une mise en valeur de l'intérieur s'ensuive.

## Localisation
L'église Saint-Pierre-et-Saint-Paul se situe en France, dans le département du Val-d'Oise, sur la commune de Sarcelles, dans le quartier du village, à proximité de la mairie, au tout début de la rue de l'Église. La façade occidentale donne sur rue de l'Église et la rue de la Résistance, dont la première se débranche en face de l'église. L'accès se fait habituellement par le portail sud, qui se trouve dans un petit jardin entre l'église et le presbytère. L'on ne peut faire le tour de l'édifice du fait de la présence de la sacristie à son angle sud-est, mais l'élévation septentrionale donne sur une grande place piétonne, d'où l'on peut rejoindre la rue Pierre-Brossolette à l'est et apercevoir au passage le chevet de l'église.

## Histoire

### Histoire de la paroisse
L'année de fondation de la paroisse est inconnue, mais elle est en tout cas postérieure à 894. En cette année, le roi Eudes donne à l'abbaye Saint-Denis des terres pour une ferme, avec un moulin et sept familles serves qui travaillent sur la ferme. C'est le début de l'histoire de l'histoire connue du village, qui pendant le premier temps n'est donc qu'un simple hameau sur le domaine royal. Il n'est pas certain si Sarcelles possède une église avant le XIIe siècle. L'abbé Gallet qui effectua des fouilles sommaires à la fin du XIXe siècle en était persuadé, croyant identifier les substructions d'un sanctuaire carolingien et même des vestiges d'un temple païen. La partie la plus ancienne de l'église actuelle, en l'occurrence le clocher, remonte vers 1130 environ. L'église est placée sous le vocable de saint Pierre et de saint Paul. Sous tout l'Ancien Régime, Sarcelles appartient à l'archidiocèse de Paris et à l'archidiaconé de Paris, dont elle est l'une des paroisses les plus importantes au milieu du XVIIIe siècle et siège d'un doyenné. Ce doyenné comporte de nombreuses paroisses dont les cures sont généralement associées à un prieuré : Argenteuil, Conflans-Sainte-Honorine, Deuil-la-Barre, Domont, Marly-la-Ville, Moussy-le-Neuf, Roissy-en-France, Saint-Prix, Taverny, Villiers-le-Bel. En plus, les chapitres de Luzarches et de Montmorency, ainsi que les abbayes d'Hérivaux et du Val,. Après la Révolution française, Sarcelles est rattaché au nouveau diocèse de Versailles qui correspond au territoire du département de Seine-et-Oise. Depuis la suppression de ce département et la création du diocèse de Pontoise en 1966, la paroisse dépend de l'évêque de Pontoise. Le doyenné existe toujours, mais son importance est plutôt symbolique car il se résume aux deux seules paroisses de Sarcelles et de Garges.

### Histoire de l'église

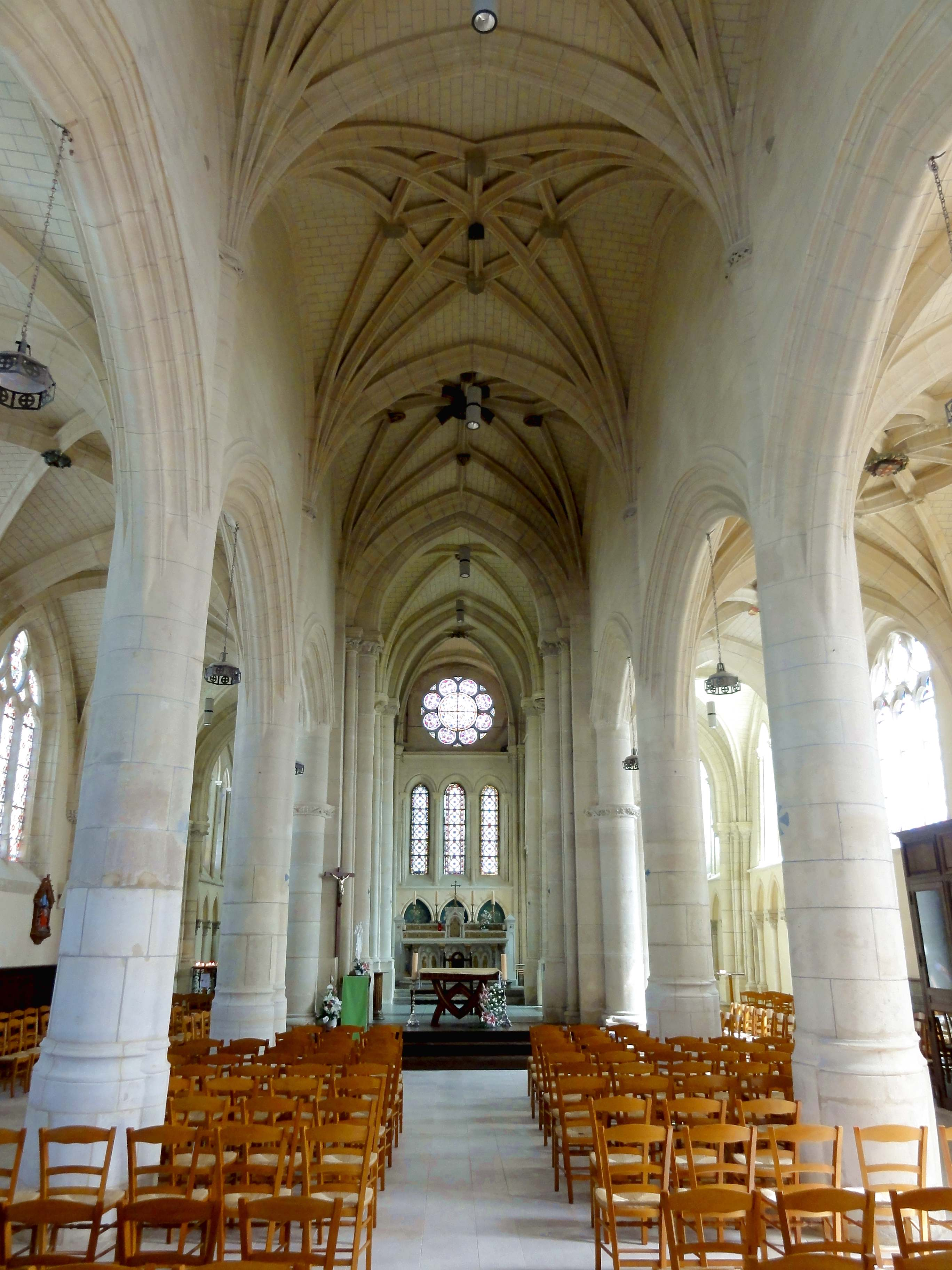
Vue intérieure générale.

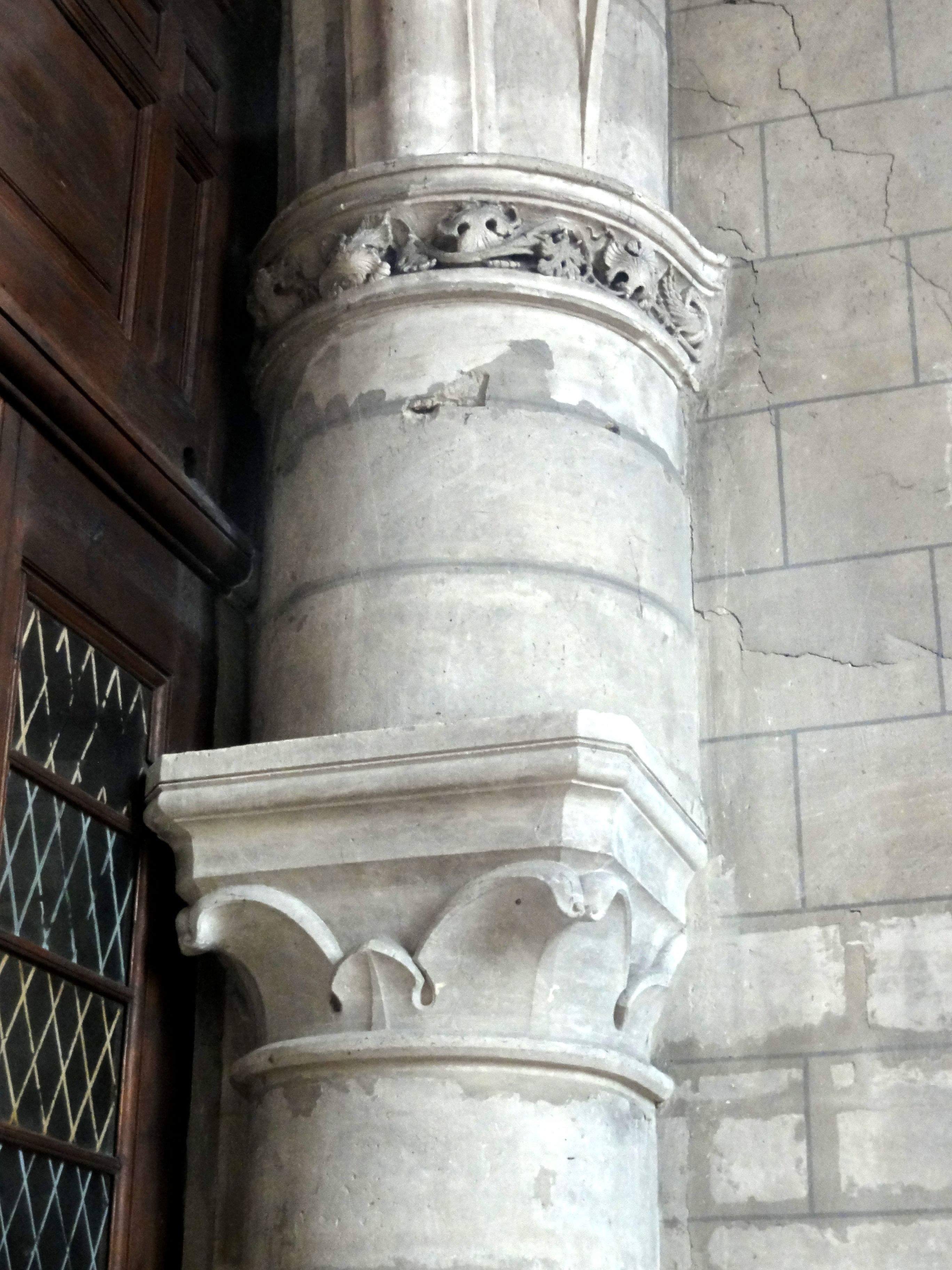
Pilier engagé dans le mur occidental : frise flamboyante et chapiteau gothique.

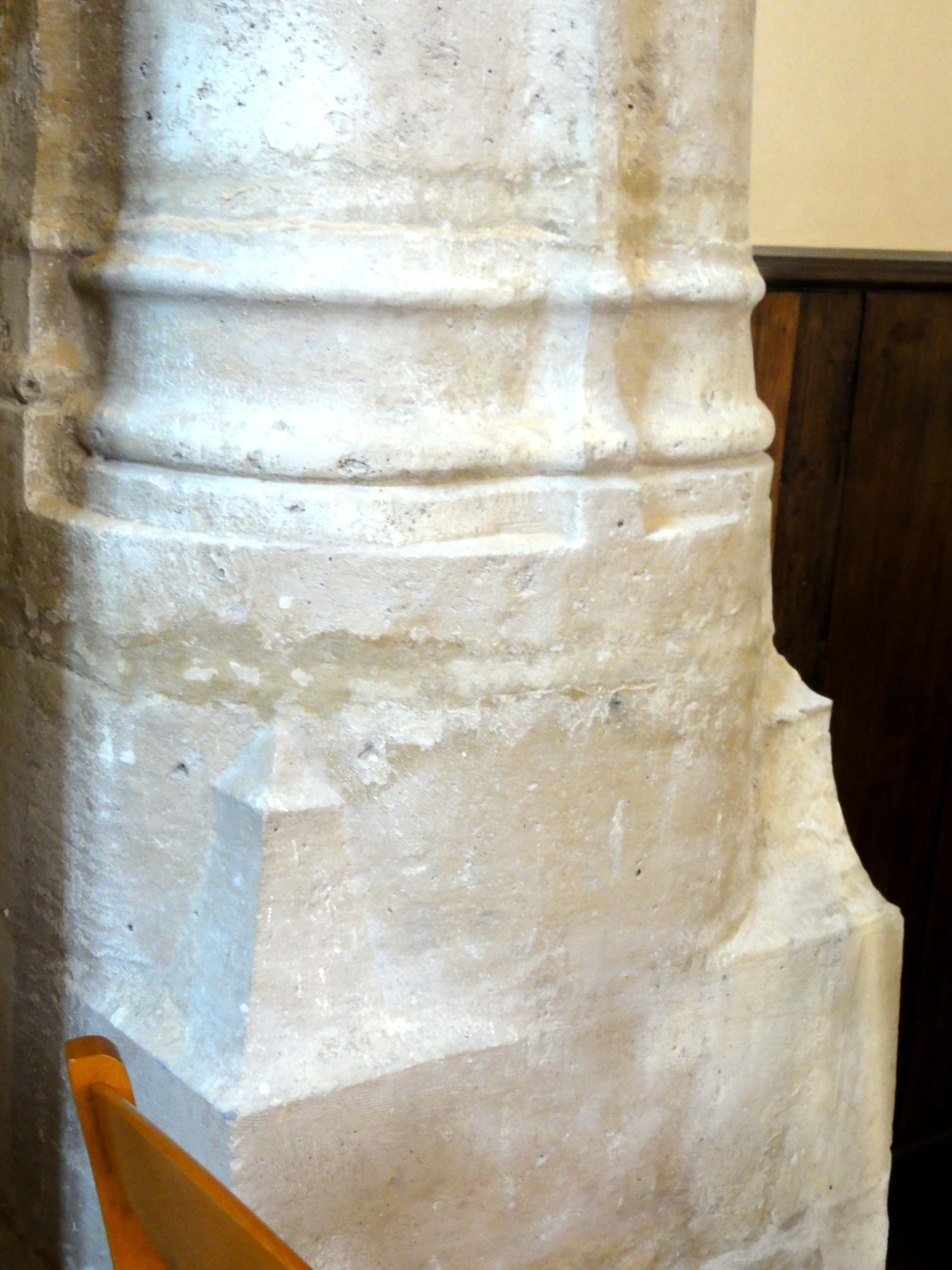
Base flamboyante.

Un clocher et sans doute un chœur romans sont construits autour de 1130, sachant qu'à cette période au nord de l'Île-de-France, ces deux parties sont habituellement édifiées en même temps, car la base du clocher forme la première travée du chœur. Elle peut également représenter la croisée du transept quand elle est accompagnée de deux croisillons, qui tiennent lieu de chapelles latérales. Ni le clocher, ni le chœur romans ne paraissent plus satisfaisants au début du XIIIe siècle, période prospère très fertile pour la reconstruction des églises. Autour de 1220, toute l'église est ainsi remplacée par une construction de style gothique primitif, en ne conservant que la partie émergente du clocher. Sa base est entièrement reprise en sous-œuvre, et toute trace d'architecture romane disparaît de l'intérieur de l'édifice. Cette reconstruction porte bien sur la totalité de l'église et non seulement sur le chœur, même si c'est la seule partie qui subsiste de cette campagne de travaux. En effet, les piliers occidentaux des grandes arcades de la nef portent encore des chapiteaux gothiques d'une facture assez archaïque.
À la fin du XVe siècle et au début du XVIe siècle, la nef et les bas-côtés sont entièrement reconstruits pour une seconde fois, cette-fois ci dans un style gothique flamboyant très pur. Le portail de la troisième travée du bas-côté sud est financé par un don de Guy de Plessis, seigneur de Sarcelles à partir de 1514, et de son frère Charles. L'on suppose que la façade occidentale des années 1220 est conservée dans un premier temps, ce qui se traduit par l'ordonnancement encore gothique de la façade Renaissance, édifiée sous le règne de François Ier, pendant les années 1540. Elle est souvent comparée avec la façade de l'église Saint-Georges de Belloy-en-France, dont elle n'atteint toutefois pas la qualité. Mais l'on ne connaît plus sa physionomie exacte après son achèvement, car en 1567, l'église Saint-Pierre-et-Saint-Paul est gravement endommagée par les Protestants battus en retraite par Anne de Montmorency dans la bataille de Saint-Denis, sous la deuxième guerre de religion. Les fenêtres Renaissance des bas-côtés s'expliquent par les réparations qui s'ensuivent. Comme l'indique une inscription en latin sur l'entablement du portail, qualifié d'irrégulière par le baron Ferdinand de Guilhermy, la façade a bénéficié d'une restauration en 1668. Ce n'est donc pas la date de construction.
La Révolution française occasionne la perte de la principale œuvre d'art de l'église, à savoir le mausolée de Roland de Neubourg, conseiller d'État sous Louis XIII et seigneur de Sarcelles, mort en 1629. En 1793, la municipalité vend les marbres pour 80 francs et les plombs pour 800 francs. Ne reste que le caveau vide, qui existe toujours sous le sol, près du chevet du bas-côté sud. La statue du seigneur refait surface en 1836 chez un brocanteur. Dans un premier temps, l'État envisage son rachat pour le musée de l'Histoire de France de Versailles, mais y renonce finalement, et c'est le maréchal de Castellane qui l'achète en 1839 pour le vestibule de son château. À la fin du XIXe siècle, le mobilier et la décoration baroques du XVIIe siècle, y compris un somptueux retable avec son tableau, sont enlevés par l'abbé Gallet. Il se débarrasse aussi des dernières stalles du XVIe siècle et du banc d'œuvre du XVIIIe siècle, et ne recule même pas devant les fragments de vitraux du XVIe siècle, qui avaient jusque-là survécu aux vicissitudes. L'on y voyait un curé donateur, une représentation de saint Fiacre, un évêque et un moine. L'objectif de l'abbé Gallet est de reconstituer l'intérieur du chœur dans son état du XIIIe siècle, et il acquiert donc des vitraux de qualité imitant le style de cette époque, ainsi qu'un riche mobilier néogothique, dont un retable d'autel remarquable. Le curé fait également restaurer les triplets qui éclairent le chœur, ainsi que les arcatures plaquées qui décorent leurs soubassements, fortement abîmées par la pose des boiseries baroques. Cette restauration est assez heureuse et respecte parfaitement le style gothique d'origine. Le recouvrement de tout l'intérieur de l'église par un enduit grisâtre s'avère toutefois problématique.
L'église est classée monument historique par arrêté du 25 octobre 1911. Pendant plus d'un siècle entier, son intérieur ne bénéficie pour autant d'aucune restauration, mais avec le changement des goûts, le beau mobilier offert par l'abbé Gallet est supprimé à son tour, sans pour autant mettre en œuvre un nouveau concept pour la décoration. Le grand lustre en cuivre est vendu, et le retable du maître-autel est gravement mutilé en le cachant sous un massif couvert de crépi. Entre l'été 2014 et le printemps 2015, l'église est enfin soumise à une restauration intégrale. Elle porte tant sur l'extérieur que l'intérieur, et ne néglige pas non plus le mobilier. L'édifice est mis en sécurité et nettoyé. Tant que nécessaire, les éléments défectueux sont remplacés. L'on renonce à faire reproduire les éléments sculptés abîmés, de sorte que l'authenticité du monument n'est pas affectée. L'installation électrique et le système de chauffage sont remplacés à la même occasion. L'inauguration après travaux a lieu le 28 juin 2015 dans le cadre d'une messe célébrée par l'évêque diocésain, Mgr Stanislas Lalanne.

## Description

### Aperçu général

Plan de l'église.

À peu près régulièrement orientée mais avec une légère déviation de l'axe vers le sud-ouest du côté de la façade occidentale, l'église est de plan cruciforme mais occupe une surface rectangulaire au sol. Elle se compose d'une nef de quatre travées, accompagnée de deux collatéraux ; et d'un chœur au chevet plat accompagné de deux collatéraux. Le clocher se dresse au-dessus de la première travée du chœur. Les proportions des travées sont quelque peu inhabituelles, car les trois premières travées de la nef ne sont pas barlongues mais carrées, et les bas-côtés ont presque la même largeur que le vaisseau central. La quatrième travée est moitié moins profonde que les précédentes. La première travée du chœur qui supporte le clocher est pratiquement carrée et de dimensions analogues aux trois premières travées de la nef, alors que la seconde travée du chœur est plus profonde que large. Toute l'église est voûtée d'ogives. Dans la nef, ce sont des voûtes flamboyantes à liernes et tiercerons de la seconde à la quatrième travée. Dans le bas-côté sud, la troisième travée a également été dotée d'une voûte à liernes et tiercerons, alors que la voûte de la quatrième travée est subdivisée par seulement deux liernes, dans l'axe du vaisseau. Les voûtes de la troisième travée sont décorées de nervures supplémentaires, qui relient entre elles les clés de voûte secondaires en formant des octogones. L'élévation ne compte généralement qu'un seul niveau, celui des grandes arcades. La nef étant moitié plus haute que les bas-côtés, les murs au-dessus des grandes arcades restent aveugles. Il en va de même de la première travée du chœur, mais dans la seconde travée, des galeries agrémentent les murs. La structure des toitures est très simple, puisqu'un toit unique à deux rampants recouvre l'ensemble de l'église, avec un pignon à l'ouest et un autre à l'est. L'église possède deux portails, le grand portail occidental et le portail latéral dans la troisième travée du sud. Un troisième portail aujourd'hui bouché existait en face, au nord.

### Intérieur

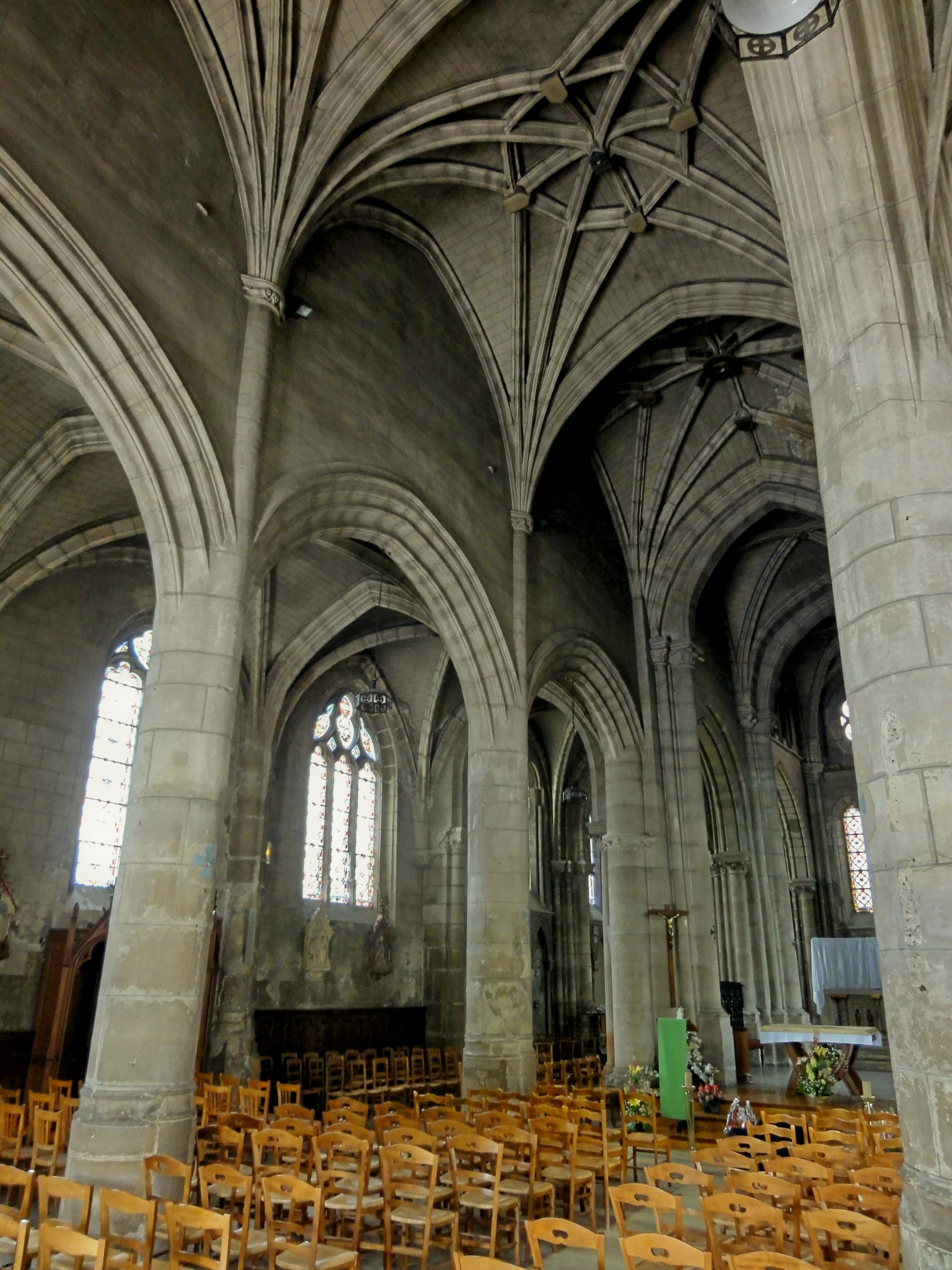
Nef, vue vers le nord-est.

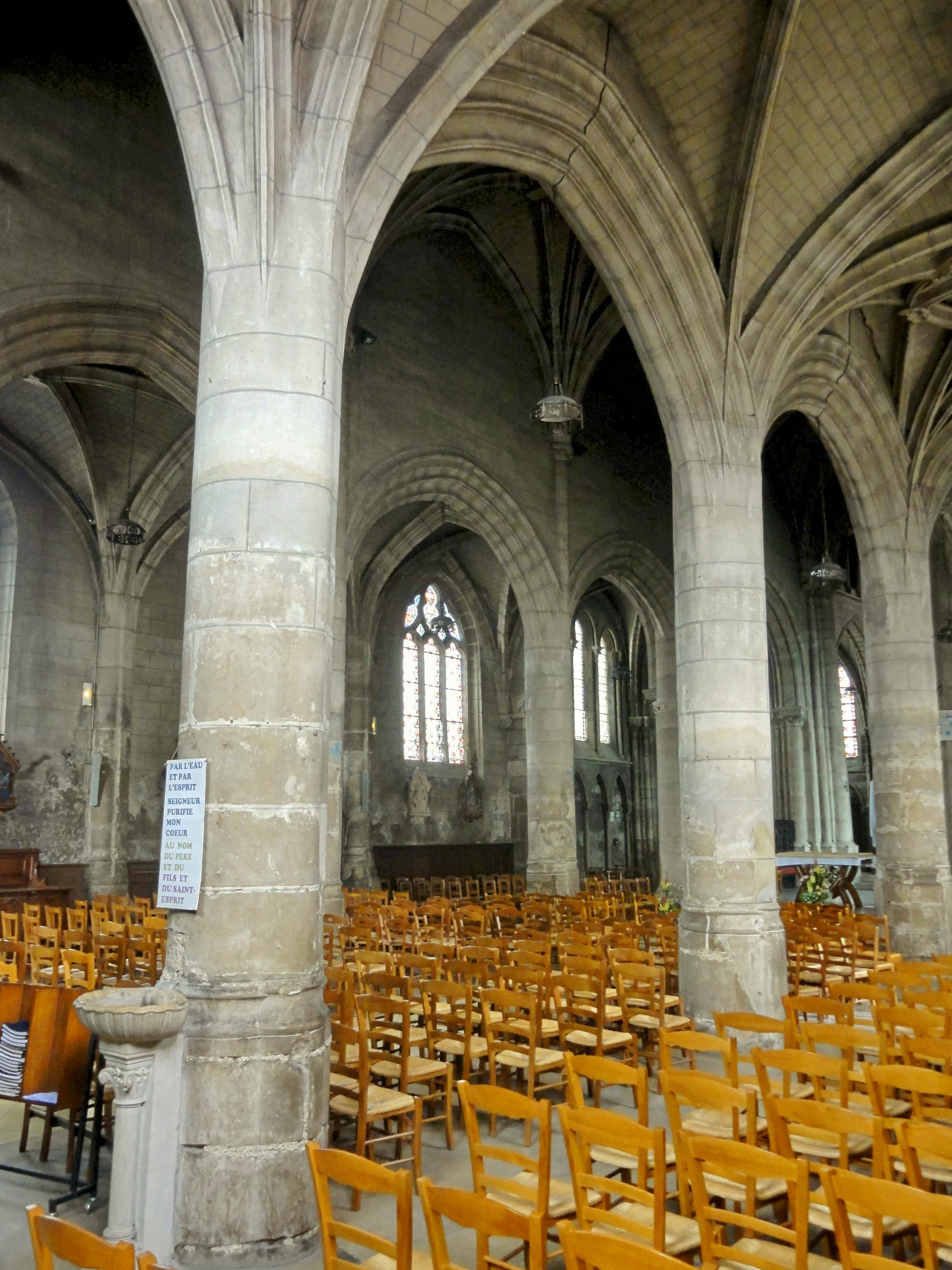
Bas-côté sud, vue par les grandes arcades.

#### Nef et bas-côtés
La nef et ses bas-côtés forment une entité parfaitement homogène à l'architecture soignée, mais la décoration reste parcimonieuse, et l'absence de fenêtres hautes crée une ambiance grave et solennelle. Elle est caractéristique des nefs de la période flamboyante et tout à fait voulue, les hauteurs sombres devant rappeler les incertitudes qui pèsent sur l'au-delà. Cette architecture est née des expériences douloureuses sous la guerre de Cent Ans. Contrairement à l'gothique rayonnante, la grandeur et la lumière de Dieu ne sont plus mises en avant par une hauteur importante et des grandes surfaces vitrées. Effectivement, les fenêtres des bas-côtés sont nettement moins large que la profondeur des travées ne le permettrait.
Cependant, l'impression un peu triste que donne l'église n'est pas voulue par l'architecte. Elle résulte de la restauration de la fin du XIXe siècle sous laquelle tout l'intérieur a été couvert d'un enduit grisâtre, avec une décoration simple en faux appareil. Comme le montrent les restes de peintures murales authentiques du XVIe siècle et du Moyen Âge tardif conservées encore dans plusieurs églises du département, ces peintures étaient appliquées sur un enduit blanchâtre. Sinon, l'intérieur de l'église devrait se présenter dans le même teint clair que revêt l'extérieur, comme l'illustre parfaitement l'église Saint-Didier de Villiers-le-Bel voisine, restaurée pendant les années 2000. Les formes que l'architecte a donné aux grandes arcades et aux supports des voûtes expriment en plus une certaine légèreté, qui se traduit par l'ouverture importante des trois premières grandes arcades, alliée à des piliers relativement minces ; par la largeur des bas-côtés ; par l'emploi de piliers ondulés plus élégants que de simples fûts cylindriques ; par les nervures prismatiques qui pénètrent directement dans les piliers sans interposition de chapiteaux ; et par le développement organique des nervures des hautes-voûtes à partir d'une simple ondulation dans le mur. Ces dispositions n'ont rien d'original, mais la nef de Sarcelles est incontestablement l'œuvre d'un architecte qui a su les appliquer habilement. Tout effet de lourdeur a été évité. Il est à noter que les grandes arcades des trois premières travées de la nef sont à peine brisées en raison de leur importante ouverture, alors que les formerets le long des murs sont plus aigus car contrairement à l'usage, la hauteur des supports est réduit par rapport aux grandes arcades. Ce sont également des piliers ondulés, mais contrairement à ceux de la nef, ils présentent un listel dans la prolongation des doubleaux.
Si l'on fait abstraction des moulures des grandes arcades et du remplage des fenêtres, la décoration de la nef et des bas-côtés ne repose que sur deux procédés. Ce sont, d'une part, les voûtes à liernes et tiercerons dont la vocation est purement décorative, et dont les clés de voûte sont partiellement peintes. Dans la troisième travée du bas-côté sud, les clés de voûte sont les plus remarquables, car ce portail était réservé au seigneur sous l'Ancien Régime. Mais dans aucun cas, l'on se rapproche de la richesse et de la qualité du décor des voûtes de l'église Saint-Justin de Louvres ou de l'église Saint-Quentin de Valmondois. D'autre part, la décoration comporte des frises au niveau des supports du second ordre ; sur les colonnes engagée au début des grandes arcades ; et sur les piles occidentales du clocher. Les colonnes engagées de la fin des grandes arcades de la nef ont en fait été rebâties en même temps que celle-ci. Les frises représentent des motifs végétaux d'une grande plasticité alternant avec des chérubins, et sur les supports du second ordre, Mathieu Lours a identifié de petits dais et des figures à caractère souvent funèbre, avec des têtes de mort. — Deux particularités sont à signaler. Au revers de la façade occidentale, les colonnes engagée du début des grandes arcades conservent des chapiteaux gothiques situés en dessous des frises. L'ancienne nef avait donc les mêmes dimensions, mais le nombre de travées devait être plus élevé grâce à des grandes arcades plus aigües et plus étroites. Puis, le tracé des dernières grandes arcades est trop surbaissée par rapport à sa largeur, et elles rencontrent les piles occidentales du clocher à un niveau supérieur par rapport aux autres piliers.

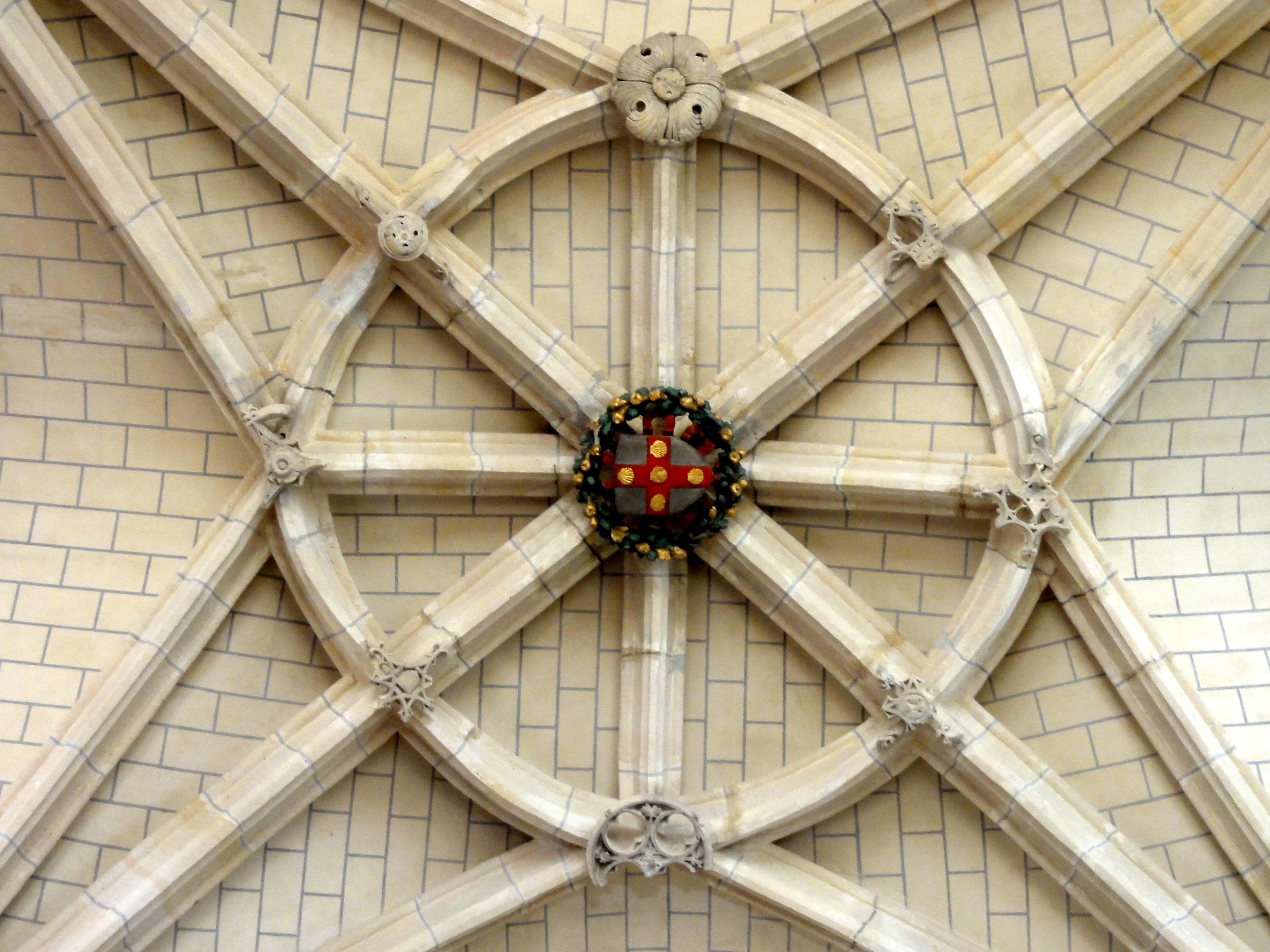
Bas-côté sud, clés de voûte de la 3e travée.
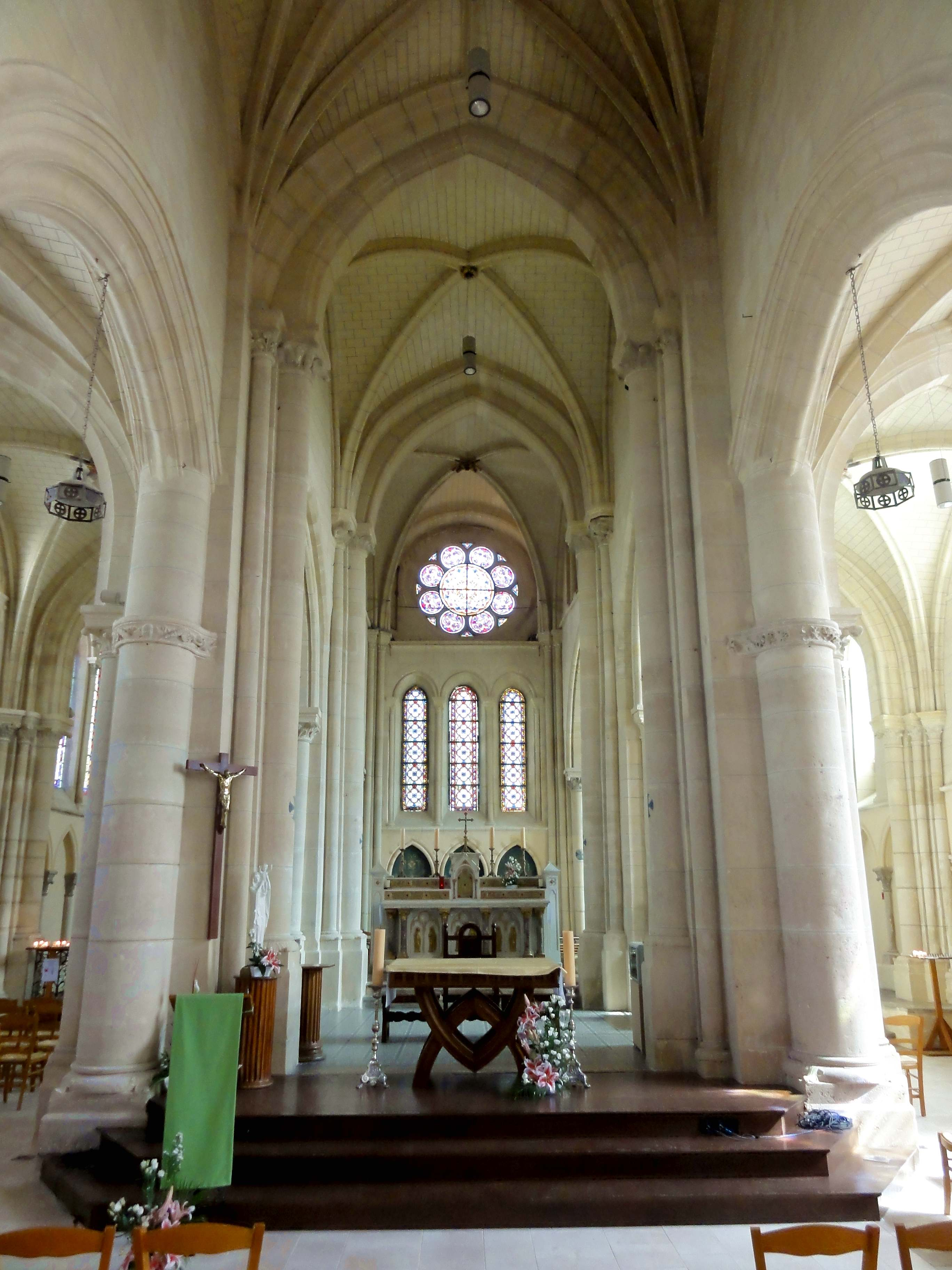
Nef, vue vers l'est.
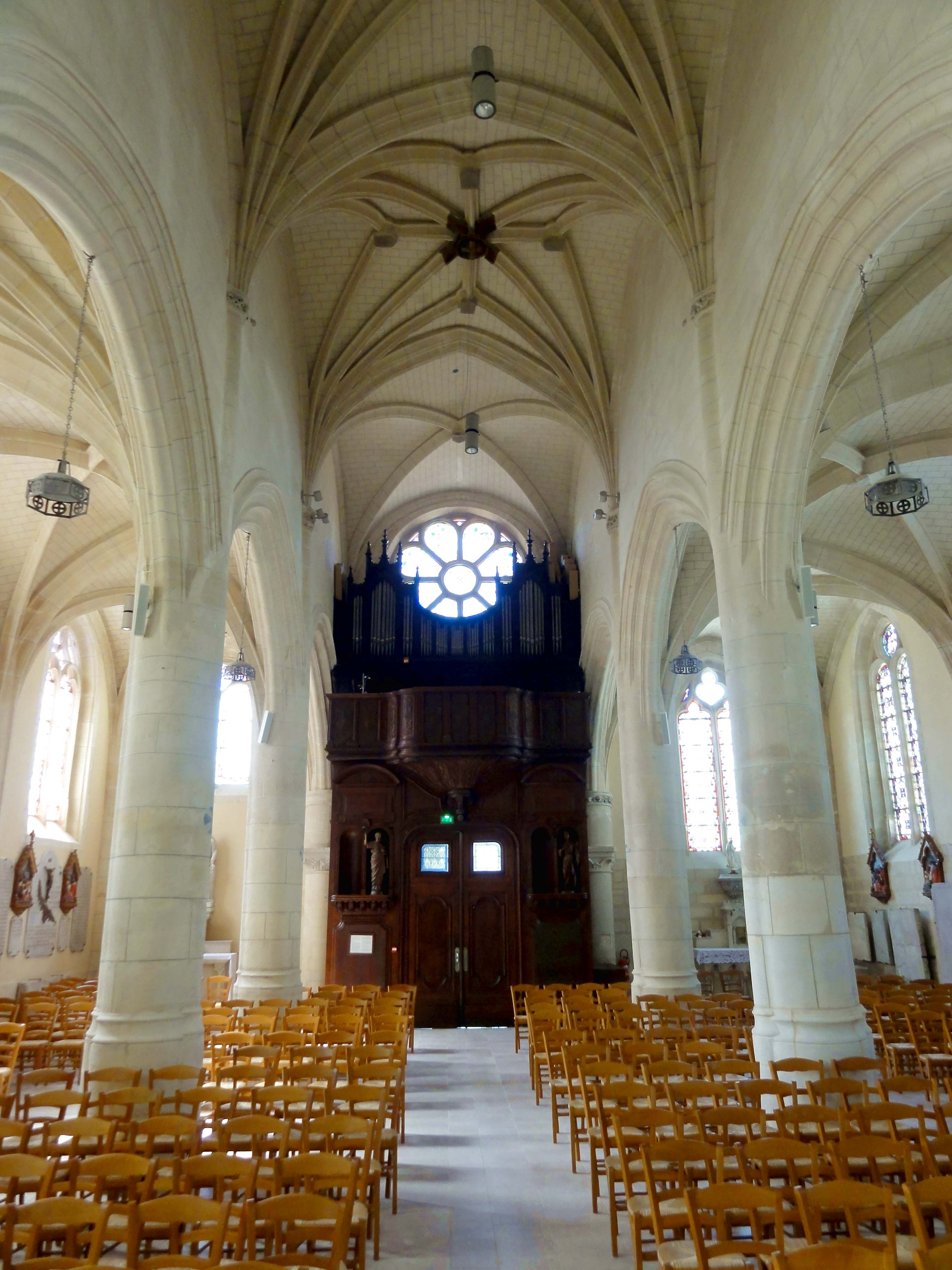
Nef, vue vers l'ouest.
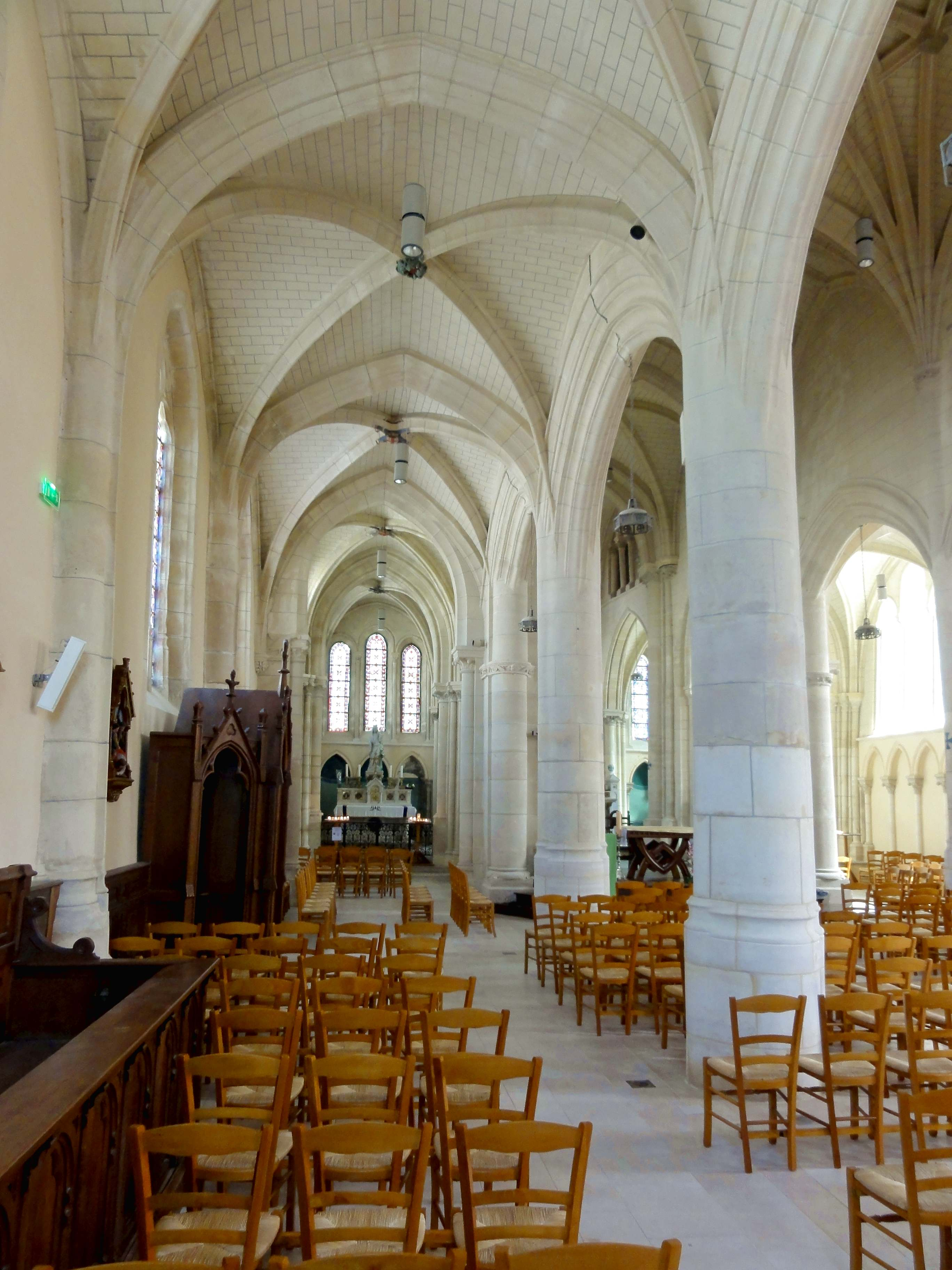
Bas-côté nord, vue vers l'est.
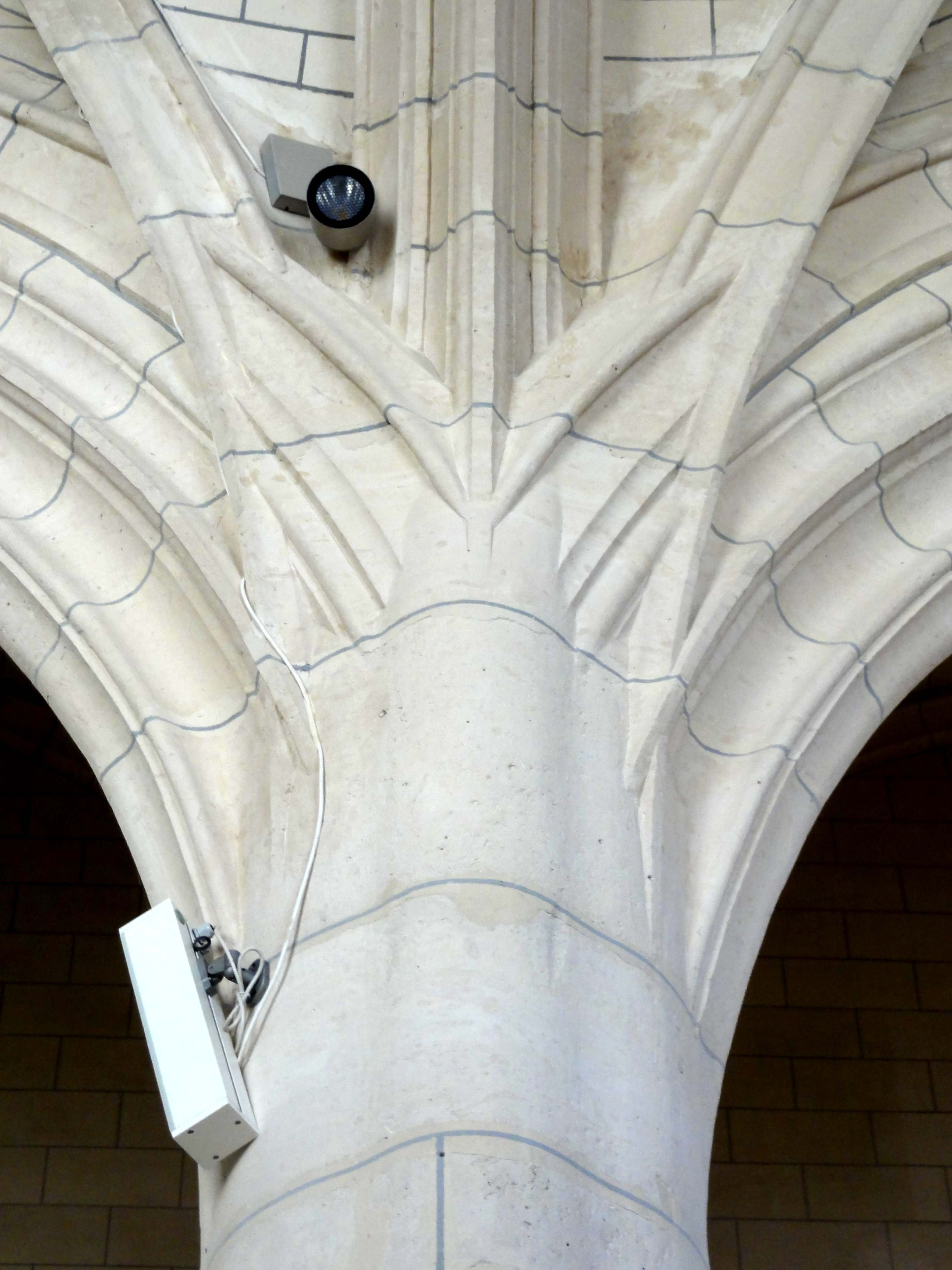
Bas-côté nord, retombée d'un doubleau.
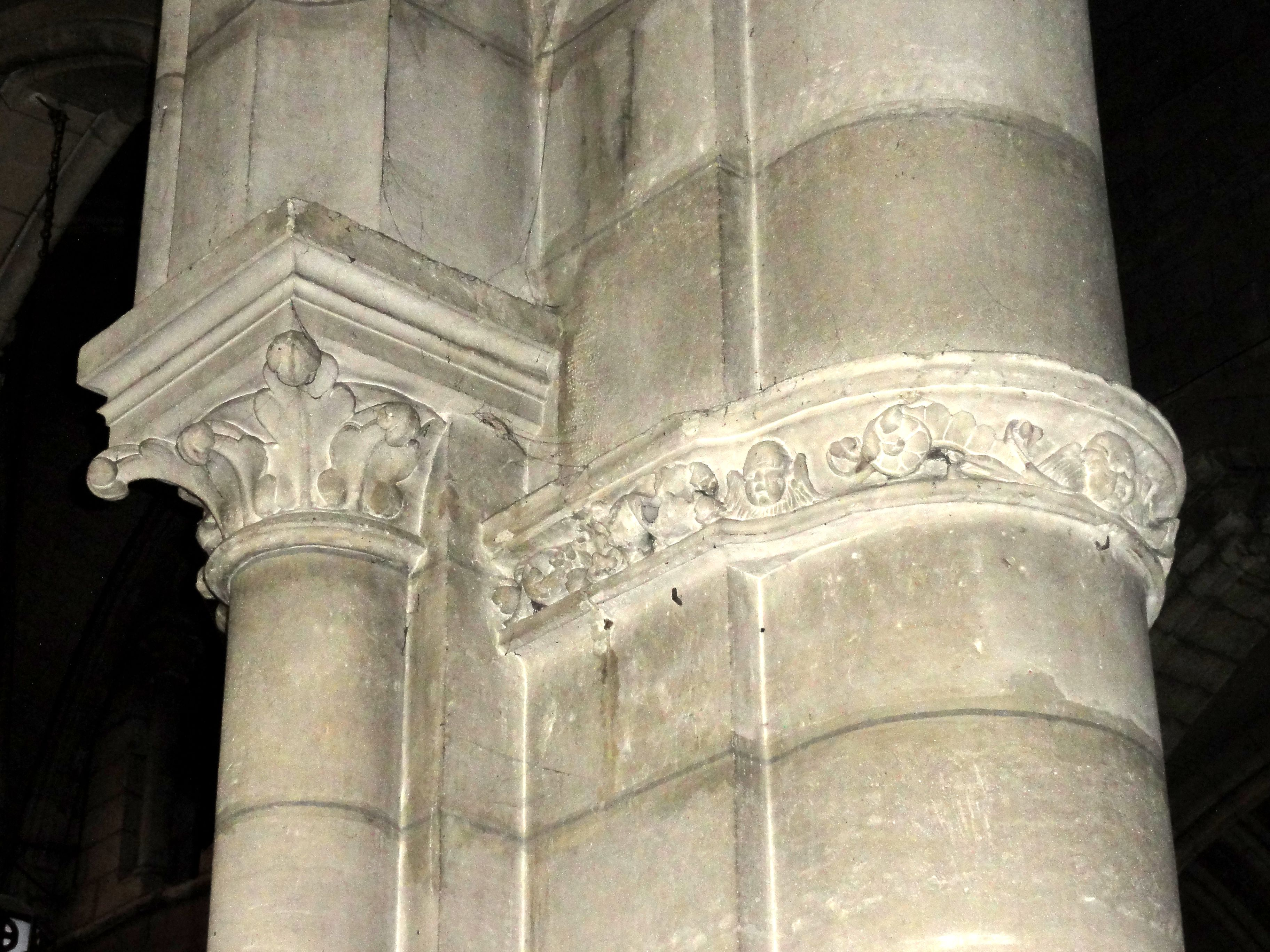
Frise à la fin des grandes arcades du nord.

#### Chœur

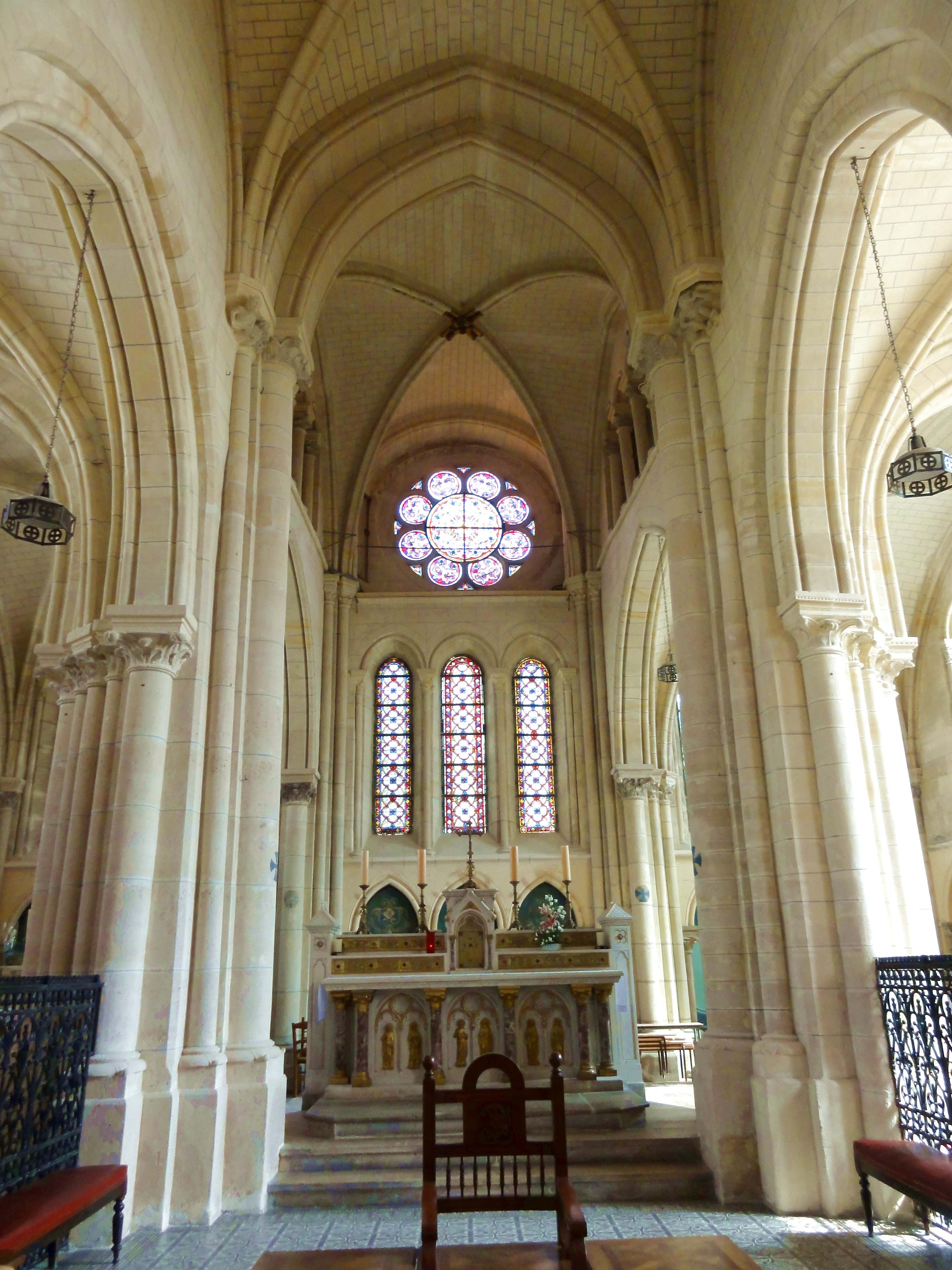
Chœur, vue vers l'est.

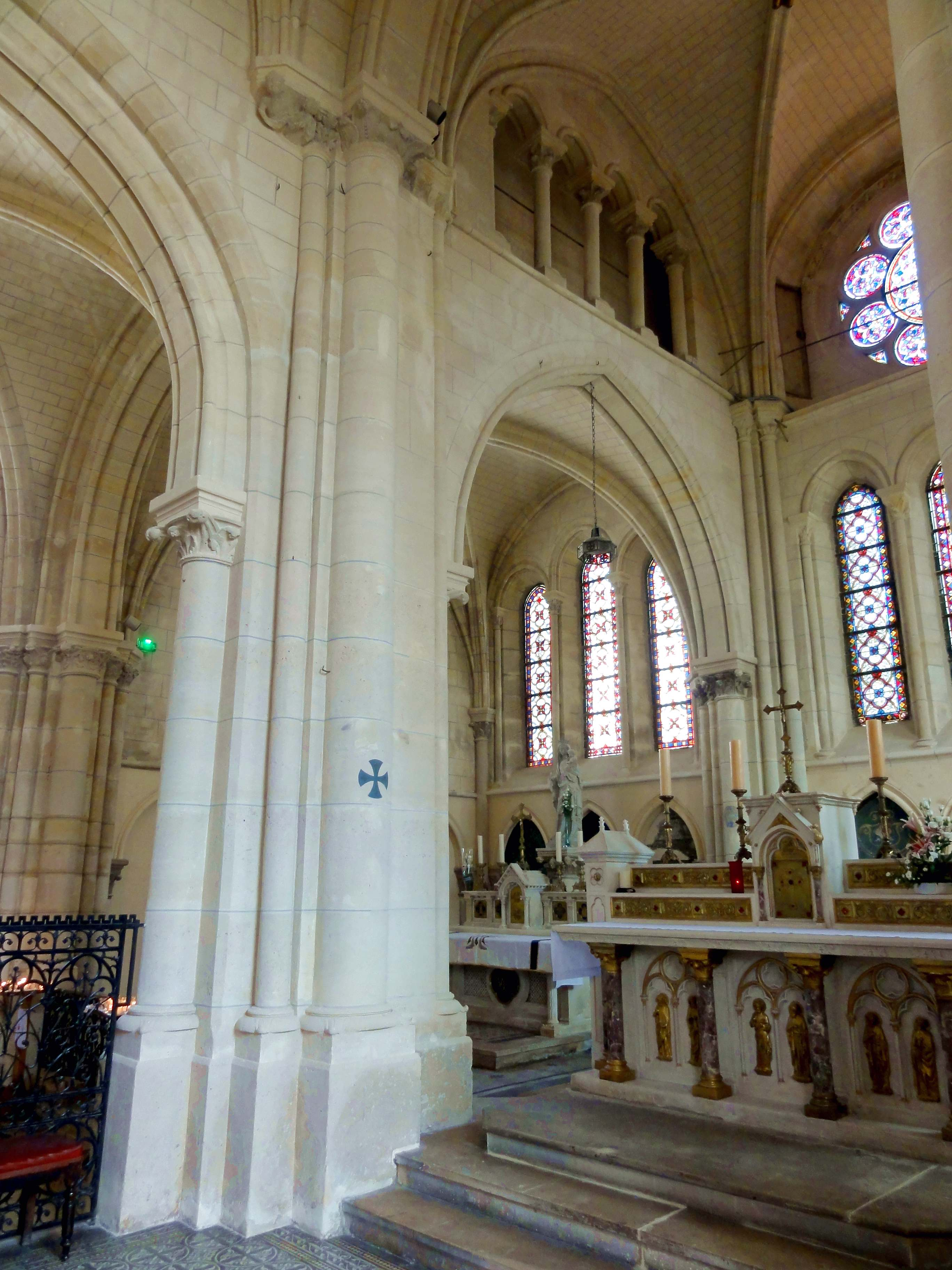
2e travée, élévation nord.

Le chœur de Sarcelles est une réalisation caractéristique de la fin de la période gothique primitive, avec des colonnettes déjà relativement fines, mais des fenêtres encore dépourvues de remplage, et une sculpture naturaliste des motifs végétaux des chapiteaux. Le triforium de la seconde travée et les arcatures décoratives plaquées devant le soubassement des fenêtres font preuve de l'ambition de l'architecte, mais c'est sans doute l'économie des moyens qui ne lui ont pas permis de réaliser un chef-d'œuvre, qui aurait exigé une troisième travée et un étage de fenêtres hautes, pour parvenir à un résultat comparable aux chœurs des églises de Cambronne-lès-Clermont, de Cormeilles-en-Vexin, et de Jouy-le-Moutier. Dans la première travée, sa fonction de base du clocher a défendu la mise en place d'un  triforium, qui aurait réduit considérablement sa stabilité. À Montgeroult, le chœur du début des années 1230 se résume à une unique travée avec triforium, mais sans fenêtres latérales, comme à Sarcelles. Le triforium présente exactement les mêmes dispositions qu'à Andrésy, Jouy-le-Moutier et Louveciennes.
En revanche, l'architecte a commis une véritable prouesse en faisant disparaître toute trace d'architecture romane dans la première travée du chœur, en reprenant entièrement le clocher en sous-œuvre jusqu'à faire oublier la présence d'une base de clocher au milieu de l'église. Tout au plus, les piles du clocher sont-elles cantonnées de quatre colonnes et de jusqu'à neuf colonnettes engagées, nombre important mais qui peut aussi se trouver autour des piliers ordinaires de la nef ou du chœur à la période gothique primitive. Ce nombre est même inférieur au nombre d'éléments à supporter, et comme déjà signalé, les colonnettes sont d'un diamètre réduit. Les doubleaux contigus aux piles du clocher ne sont pas plus épais que les autres, et leur ouverture est presque la même que celle des doubleaux de la nef. Déjà mentionnées, les piles occidentales ont été remaniées côté ouest lors de la reconstruction de la nef dans le style flamboyant. Vers les bas-côtés, il n'y a plus de colonnettes (les nervures étant pénétrantes ou retombent sur des culots), et vers la nef, il n'y a qu'une seule, mais l'on trouve des paires de deux colonnettes vers le chœur et de faisceaux de trois colonnettes vers les collatéraux du chœur, pour arriver à un total de sept colonnettes en plus des quatre colonnes supportant les doubleaux. Les colonnettes correspondant aux hautes-voûtes ne comportent pas de chapiteaux au niveau des grandes arcades. Pour venir aux piles orientales du clocher, elles sont reliées par un doubleau plus large que les autres, et les demi-colonnes qui le supportent sont adossées à un large dosseret, sur lequel le décor de crochets des chapiteaux se continue côté est, vers la seconde travée. Côté ouest, vers la première travée, de grands culs-de-lampe tiennent lieu de chapiteaux et reçoivent les ogives et formerets. Mais contrairement à la logique, ils ne sont pas placés entièrement en encorbellement, mais reposent quand même sur une colonnette chacun. Ces culs-de-lampe représentent un personnage accroupi au sud, et deux personnages en buste au nord, dont l'un rejoint les mains pour la prière. Cette iconographie est inhabituelle à l'époque. D'autres exemples existent dans le chœur de Brenouille et dans la chapelle nord de Glaignes. Tout à fait conventionnels sont le profil des ogives, qui sont formées de deux tores séparés par une gorge, et les clés de voûte, qui arborent des couronnes de feuillages, dont l'une est « tournante » (suggérant un mouvement de rotation).
La seconde travée du chœur abrite l'ancien maître-autel, et l'espace entre cet autel et le chevet a servi de débarras jusqu'à la restauration de 2014-2015. Trois arcatures plaquées agrémentent le soubassement des fenêtres. Ce n'est que depuis les collatéraux que l'on peut apercevoir le triforium, poussée sous la lunette de la voûte puisque le sommet des grandes arcades atteint ici presque le niveau des chapiteaux du second ordre. Le triforium semble donc un peu coincé entre le formeret et la grande arcade. Il se compose de quatre arcatures en tiers-point de chaque côté, qui reposent sur cinq colonnettes aux chapiteaux de crochets. Les arcades présentent un profil qui est le même que celui des grandes arcades du chœur, à savoir un méplat entre deux tores dégagés par des gorges. Curieusement, la première et la dernière colonnette ne sont pas engagées dans le mur. Depuis le triforium, l'on peut atteindre une coursière passant devant la rosace du chevet grâce à un amincissement du mur au-dessus du triplet. La composition du chevet est remarquable, et s'organise sur trois niveaux contrairement aux autres élévations : arcatures aveugles, triplet et rosace. Une frise de feuillages entoure la rosace. Dans les angles du chevet, deux colonnettes à chapiteaux suffisent pour recevoir les nervures de la voûte, qui sont pourtant au nombre de trois par angle. Les formerets latéraux disposent donc de colonnettes dédiées, tandis que le formeret oriental se partage les colonnettes avec les ogives. Les tailloirs et chapiteaux de ces colonnettes sont plantées obliquement, face aux ogives, ce qui est la disposition la plus fréquente jusqu'à la période rayonnante.

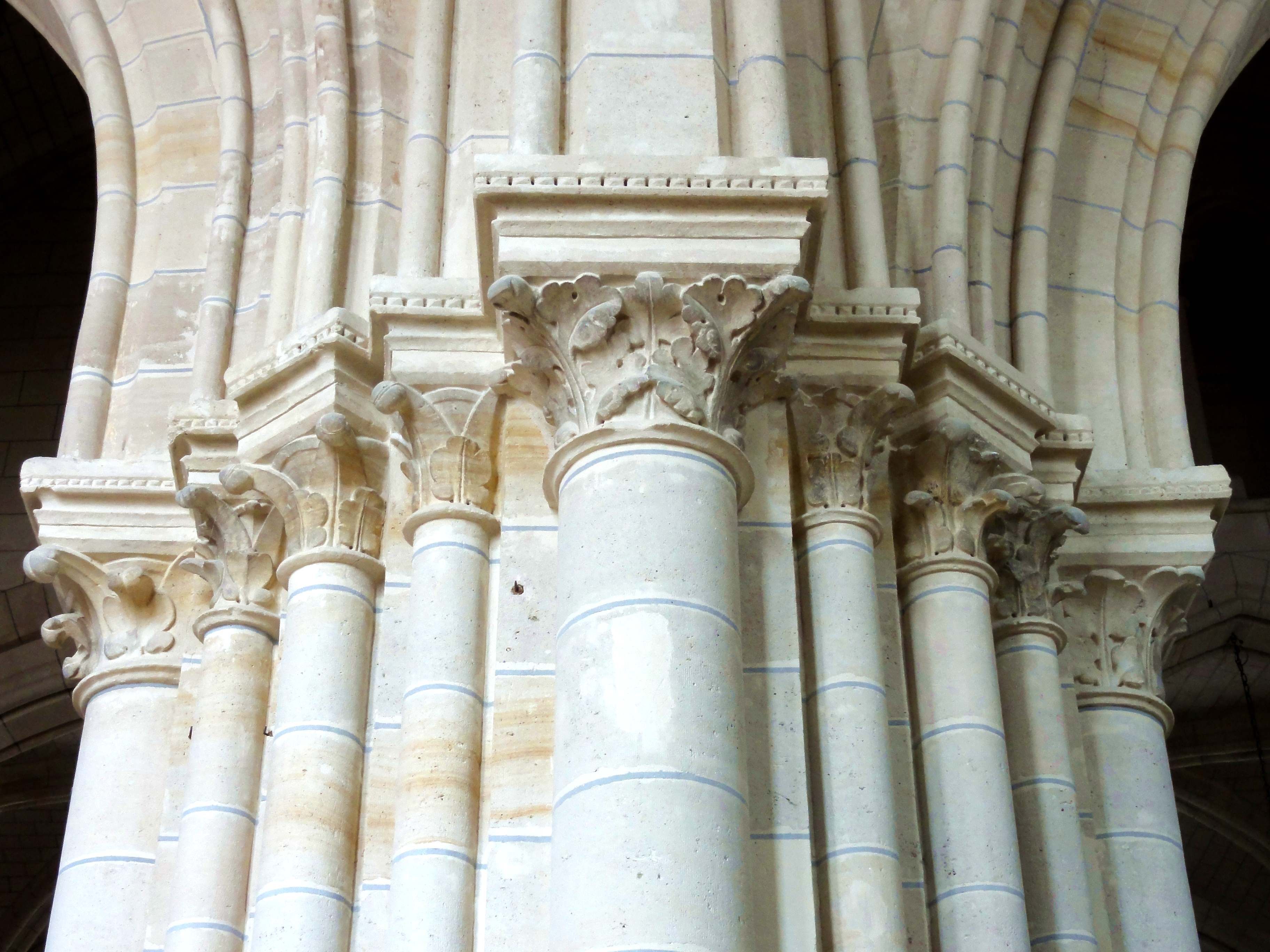
Chapiteaux de la pile sud-est du clocher.
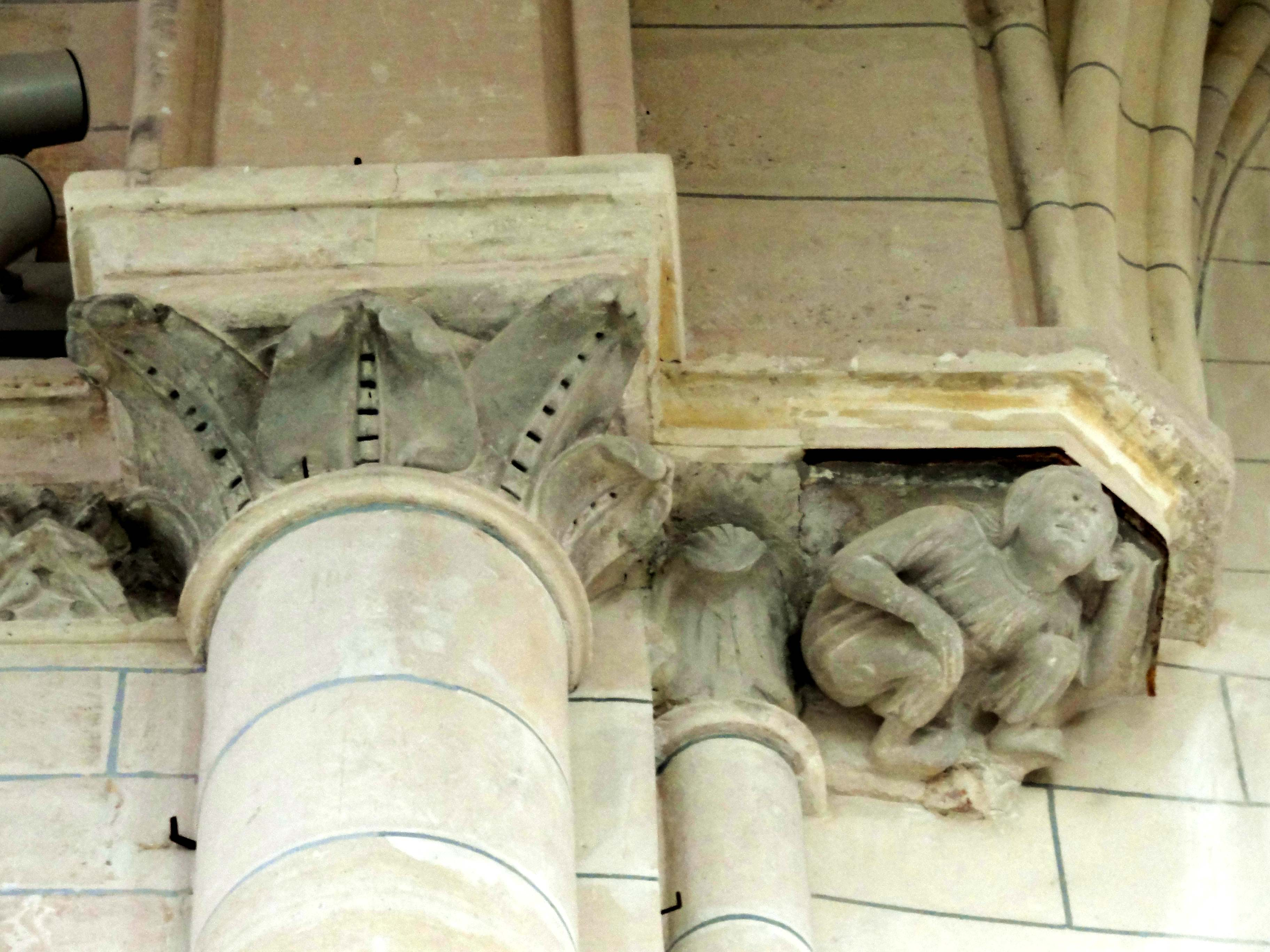
Supports du 2e ordre côté sud.
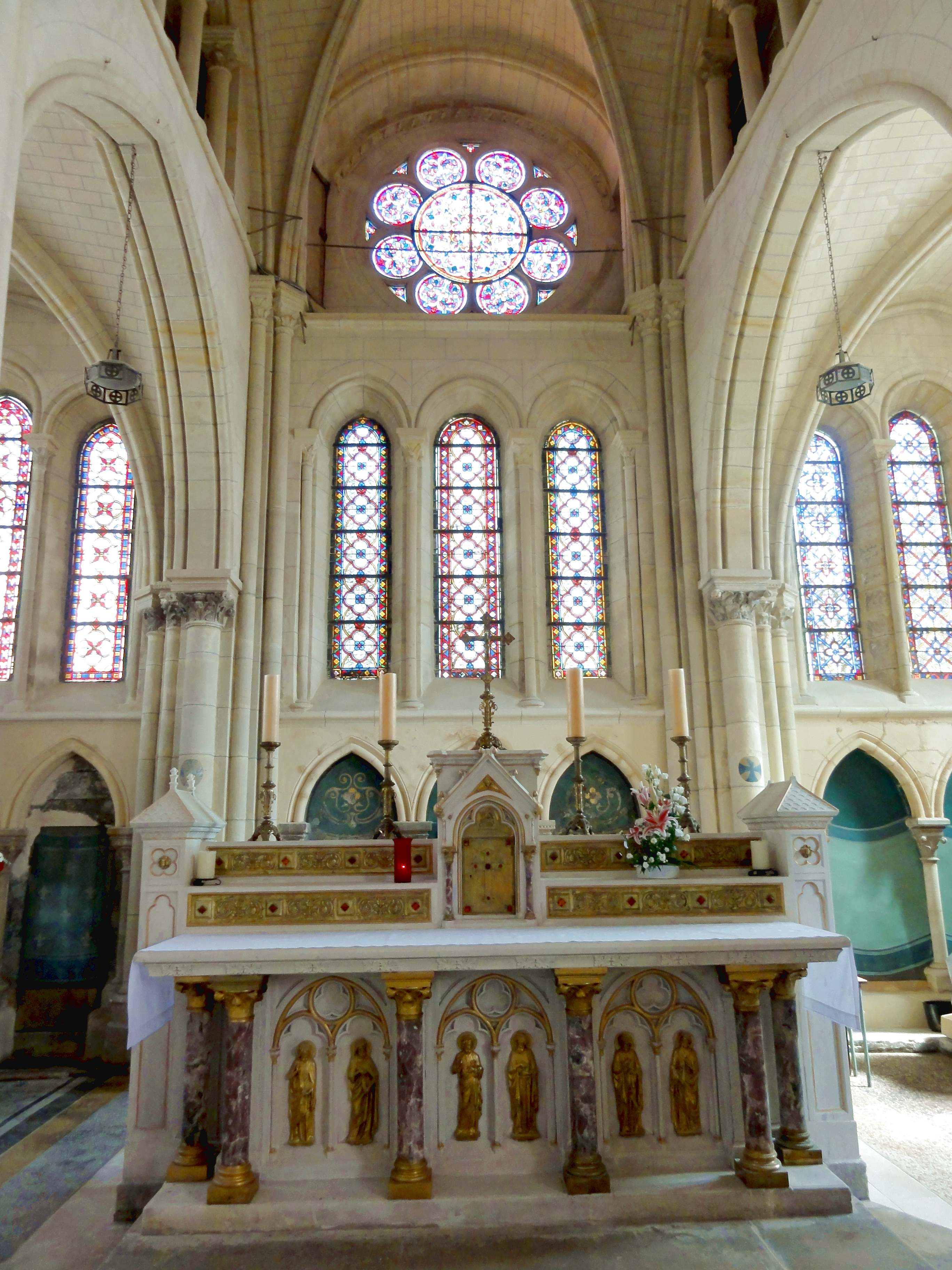
Chevet.
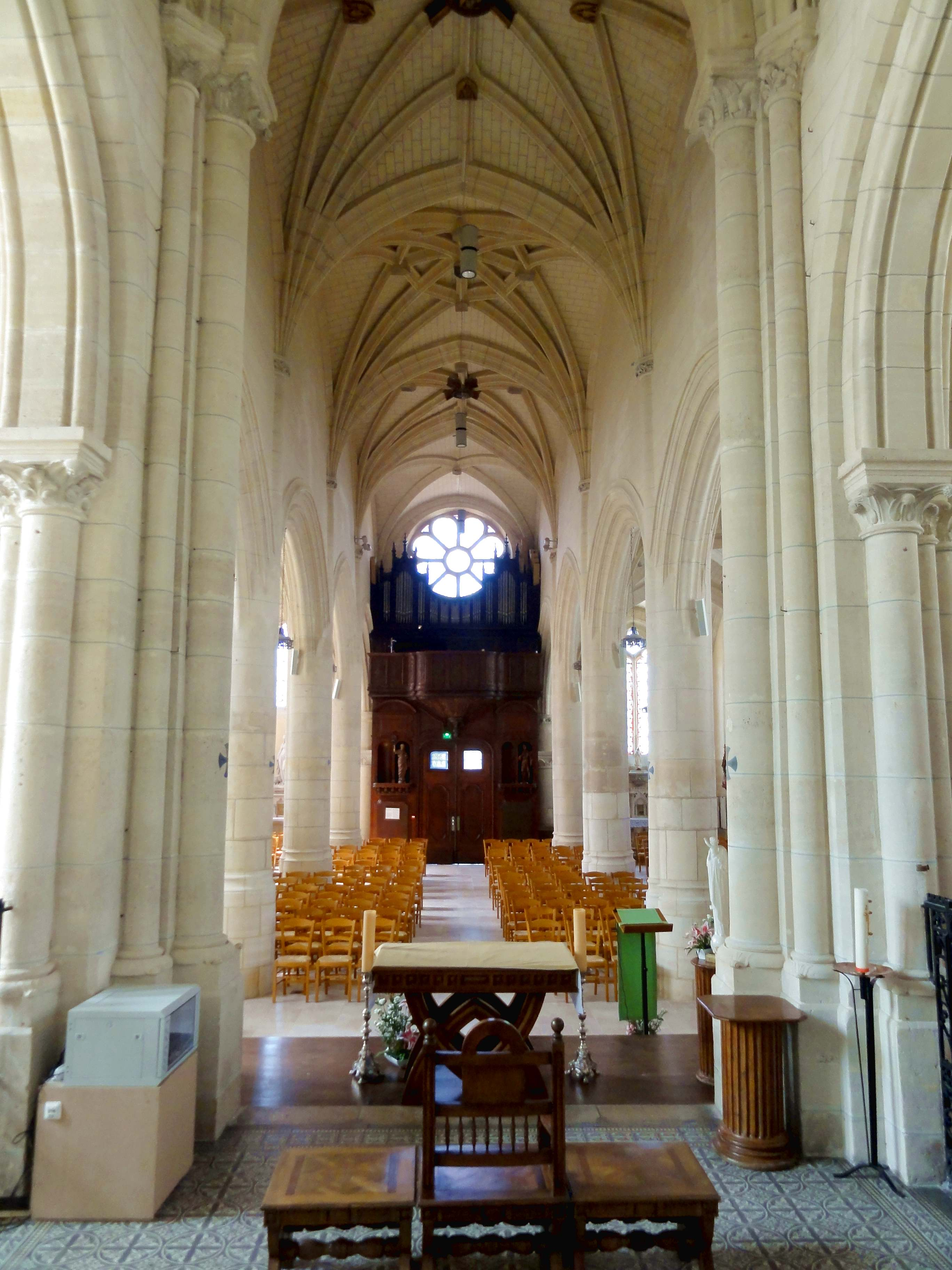
Vue vers l'ouest.
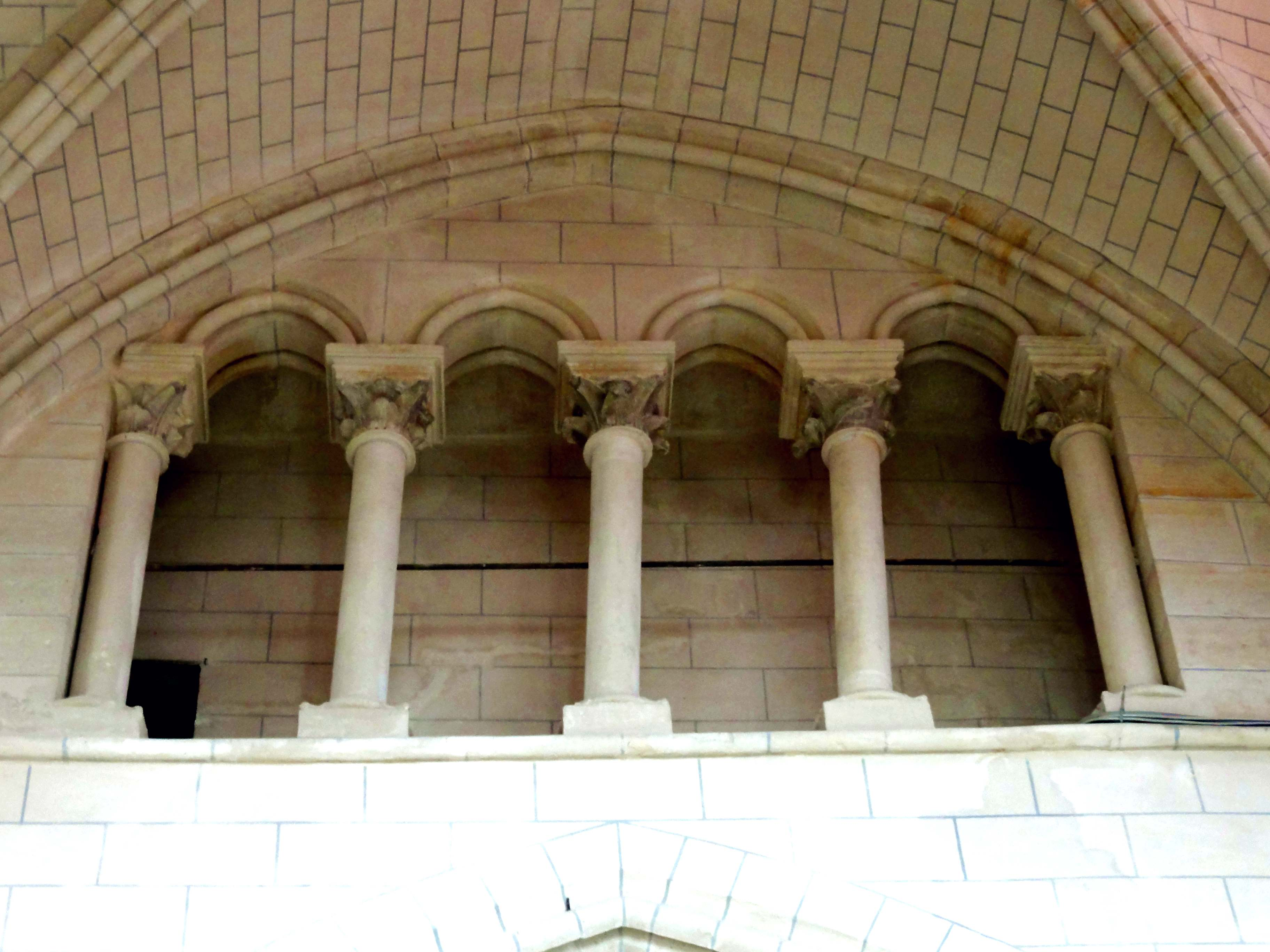
2e travée, triforium côté nord.
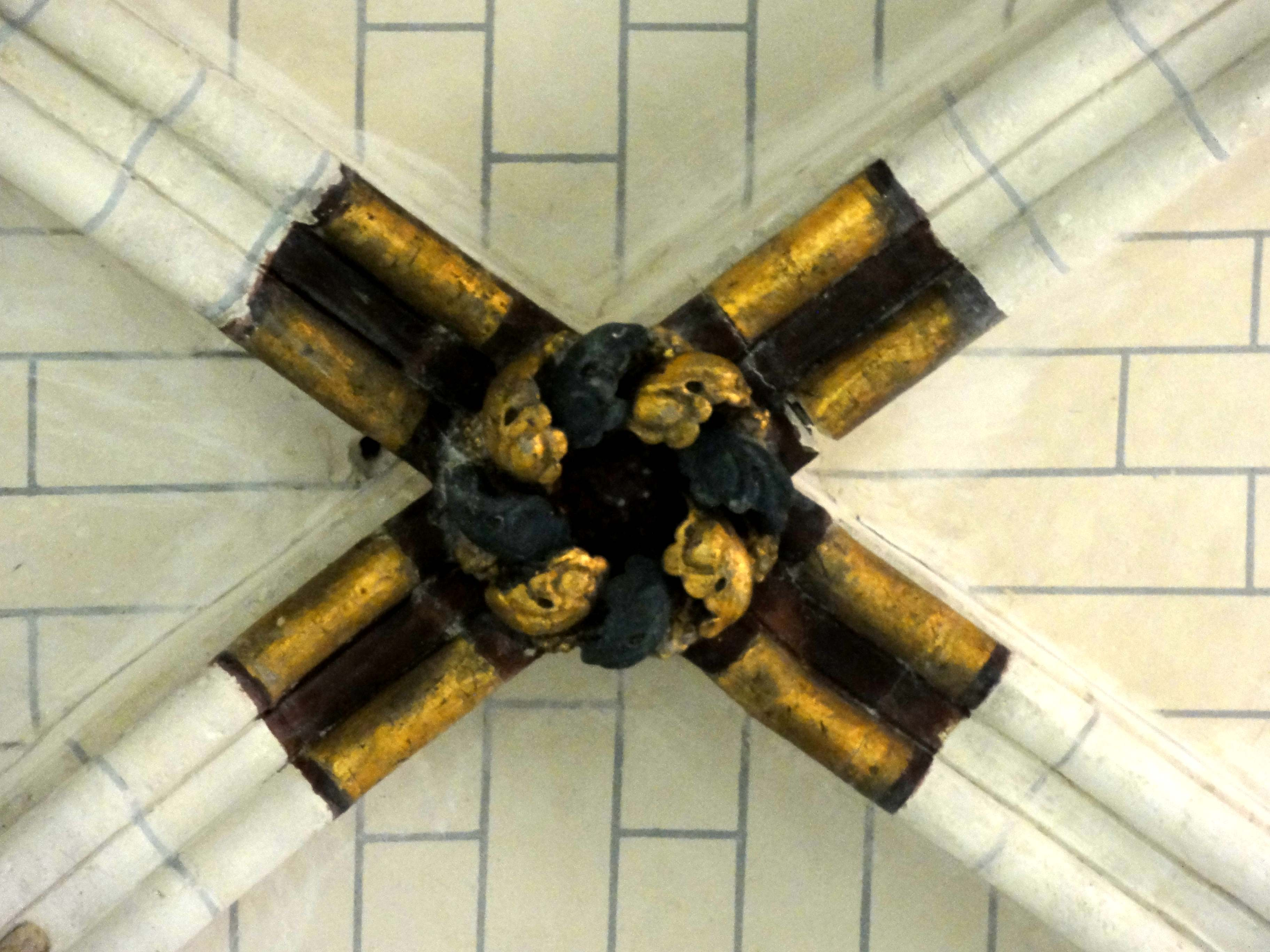
Clé de voûte de la 2e travée.

#### Collatéraux du chœur

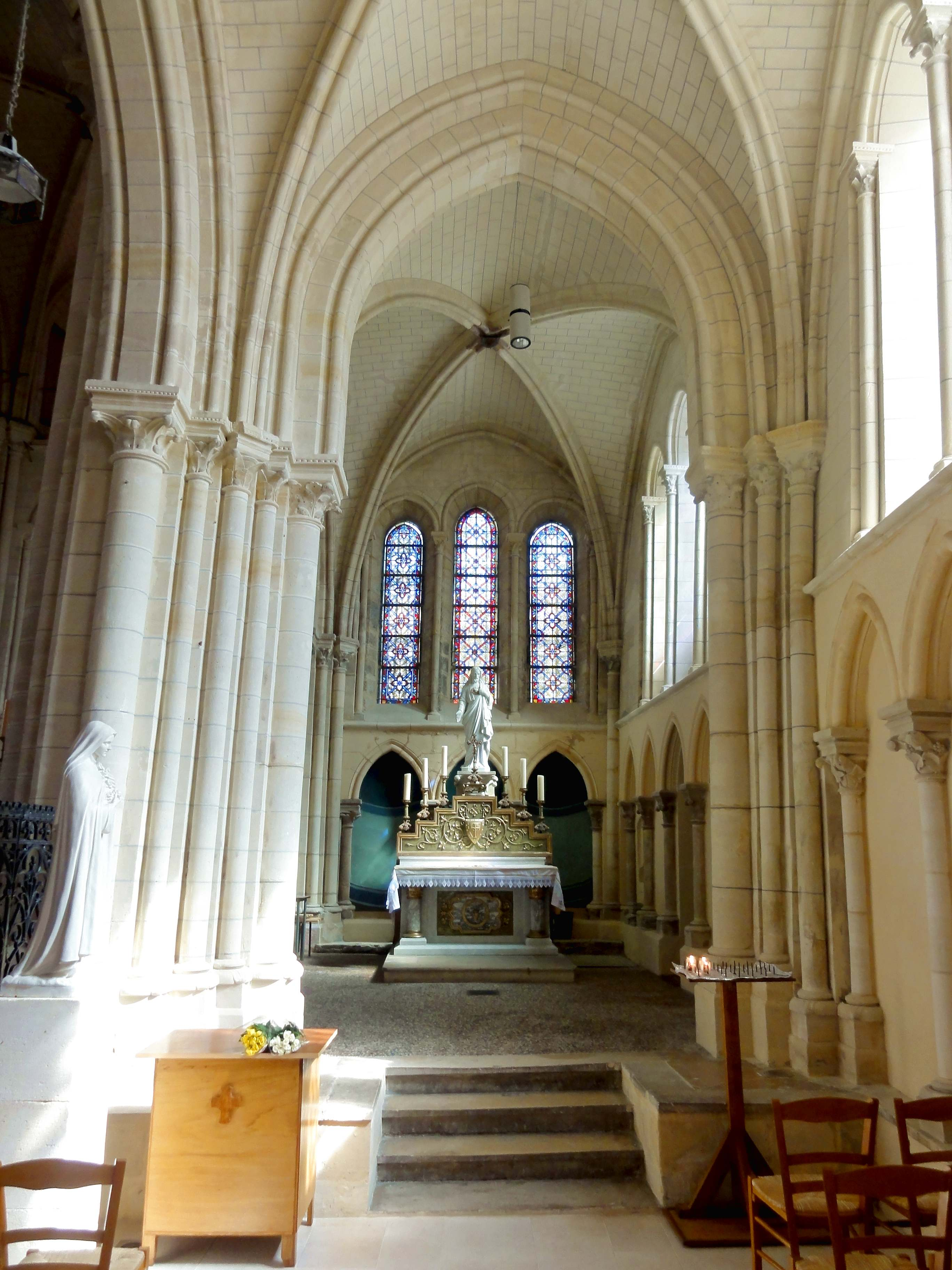
Chapelle du Sacré-Cœur.

Éclairés directement par deux triplets latéralement et un troisième du côté du chevet, les collatéraux ou chapelles latérales du chœur sont les parties les plus claires de l'église. Des autels sont placés devant le chevet. Celui du nord est dédié à la Vierge, et celui du sud au Sacré-Cœur de Jésus. Les fenêtres s'ouvrent entre de fines colonnettes à chapiteaux, qui supportent une archivolte torique. Le seuil des fenêtres est également souligné par un tore. La décoration du soubassement est particulièrement soignée avec trois arcatures plaquées par travée du côté du chevet, et quatre à cinq arcatures latéralement. Ces arcatures reprennent par ailleurs les dispositions des arcades du triforium, sauf que les colonnettes sont plus minces. Une continuité se constate également sur le plan du profil des ogives, qui est de deux tores comme dans le vaisseau central du chœur, et sur le plan des doubleaux intermédiaires, qui reprennent quant à eux le profil des grandes arcades et des arcades du triforium. Comme déjà signalé, les piles du clocher sont flanquées par trois colonnettes entre les colonnes correspondant aux arcades et doubleaux. Les colonnettes supportent quant à elles les doubleaux secondaires et ogives. Le long des murs entre les travées, ainsi qu'à la fin des grandes arcades, l'on trouve donc logiquement des faisceaux d'une colonne et de deux colonnettes engagées. Cependant, dans les angles nord-est et sud-est de l'église, le principe de l'équivalence entre le nombre d'éléments à supporter et le nombre de supports n'est pas appliqué, car l'on n'y trouve qu'une colonnette unique recevant à la fois une ogive et deux formerets. — Une particularité existe sur l'arcade séparant le bas-côté nord de la nef du collatéral du chœur, côté mur. Du côté ouest, entre le cul-de-lampe de l'ogive du bas-côté et le chapiteau de l'arcade, l'on trouve un corbeau tenant dans son bec une hostie. C'est la représentation du corbeau qui nourrit sur la montagne le prophète Élie.

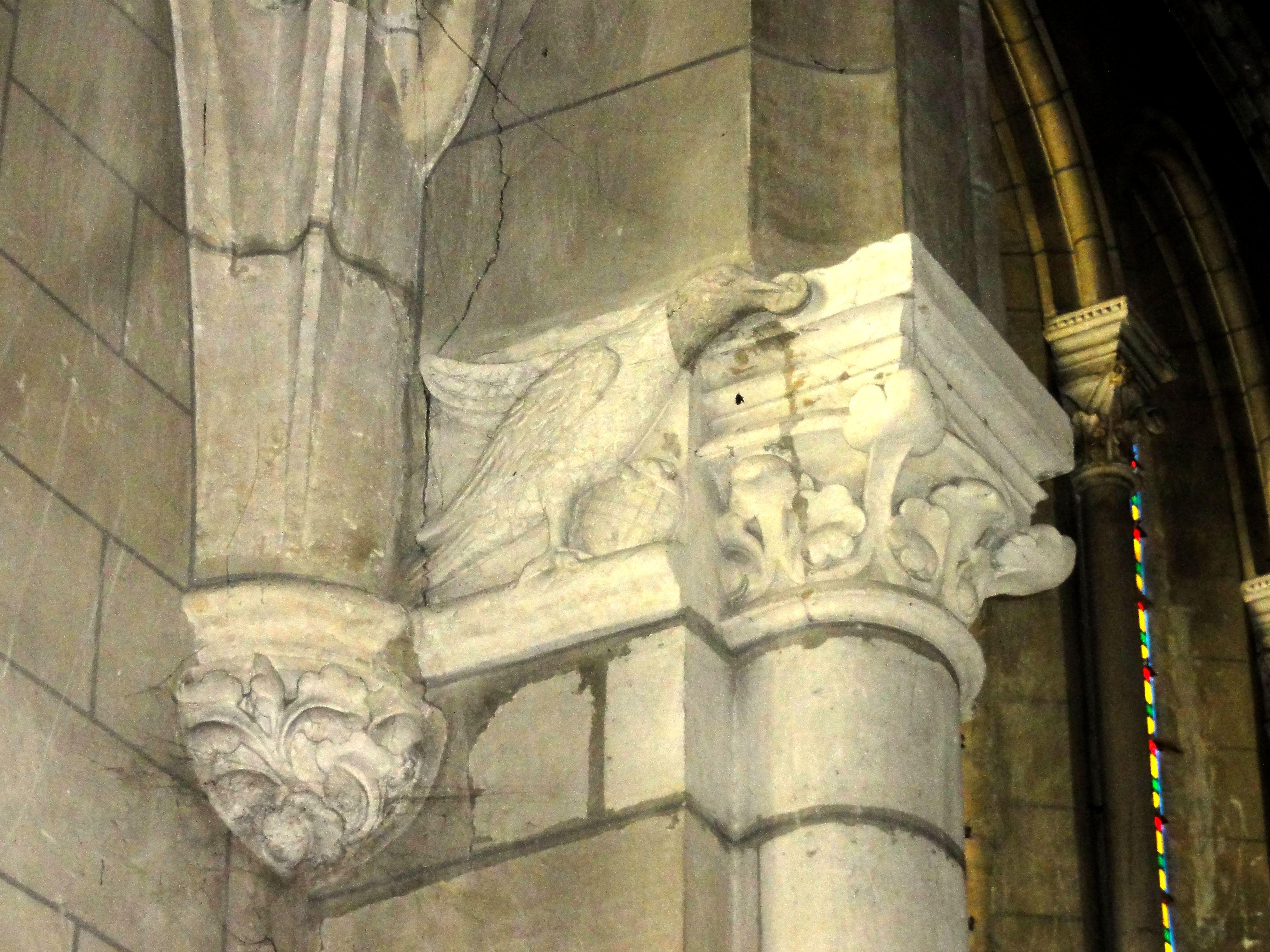
Corbeau tenant une hostie dans son bec.
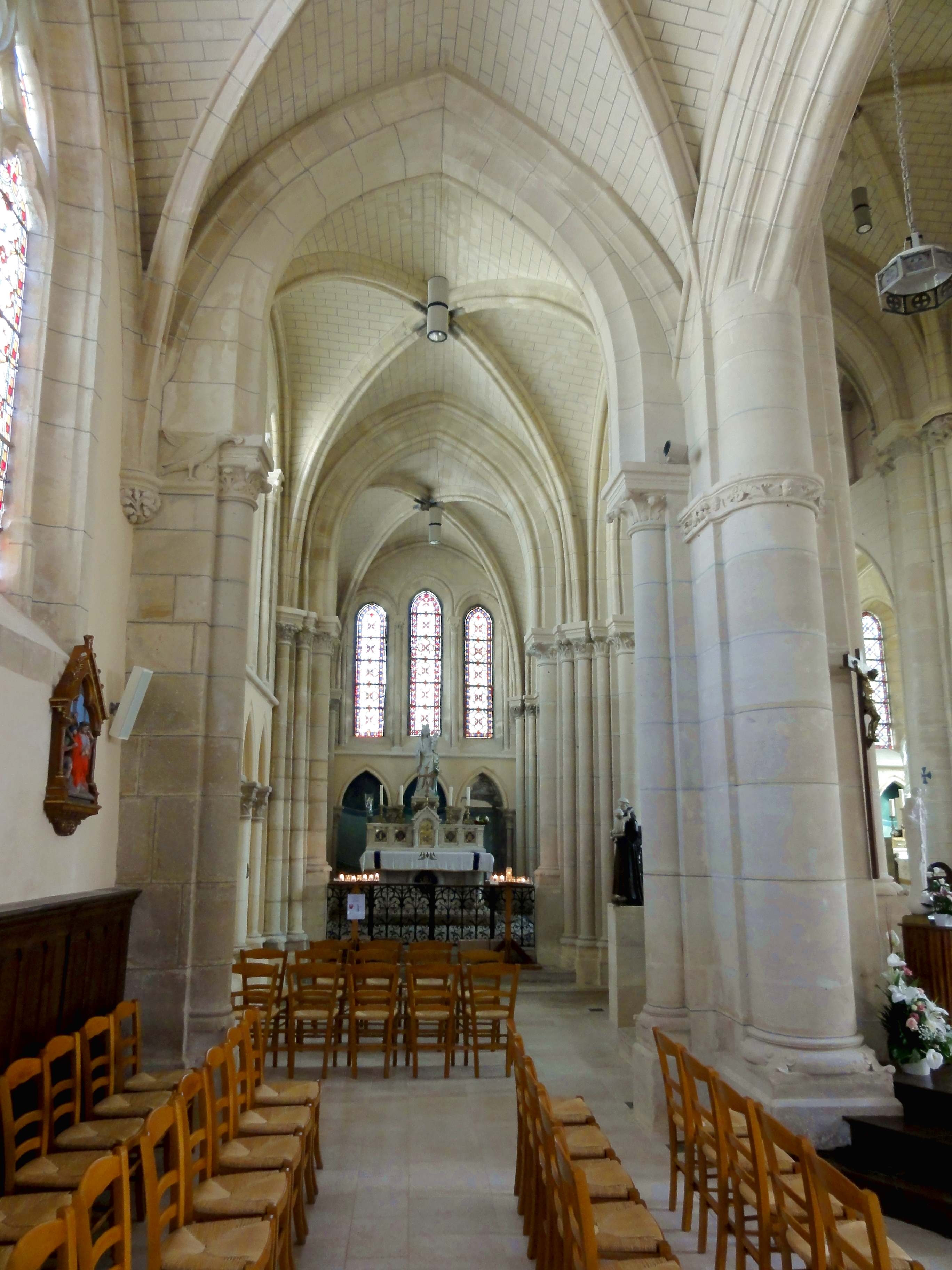
Vue dans le collatéral nord depuis le bas-côté.
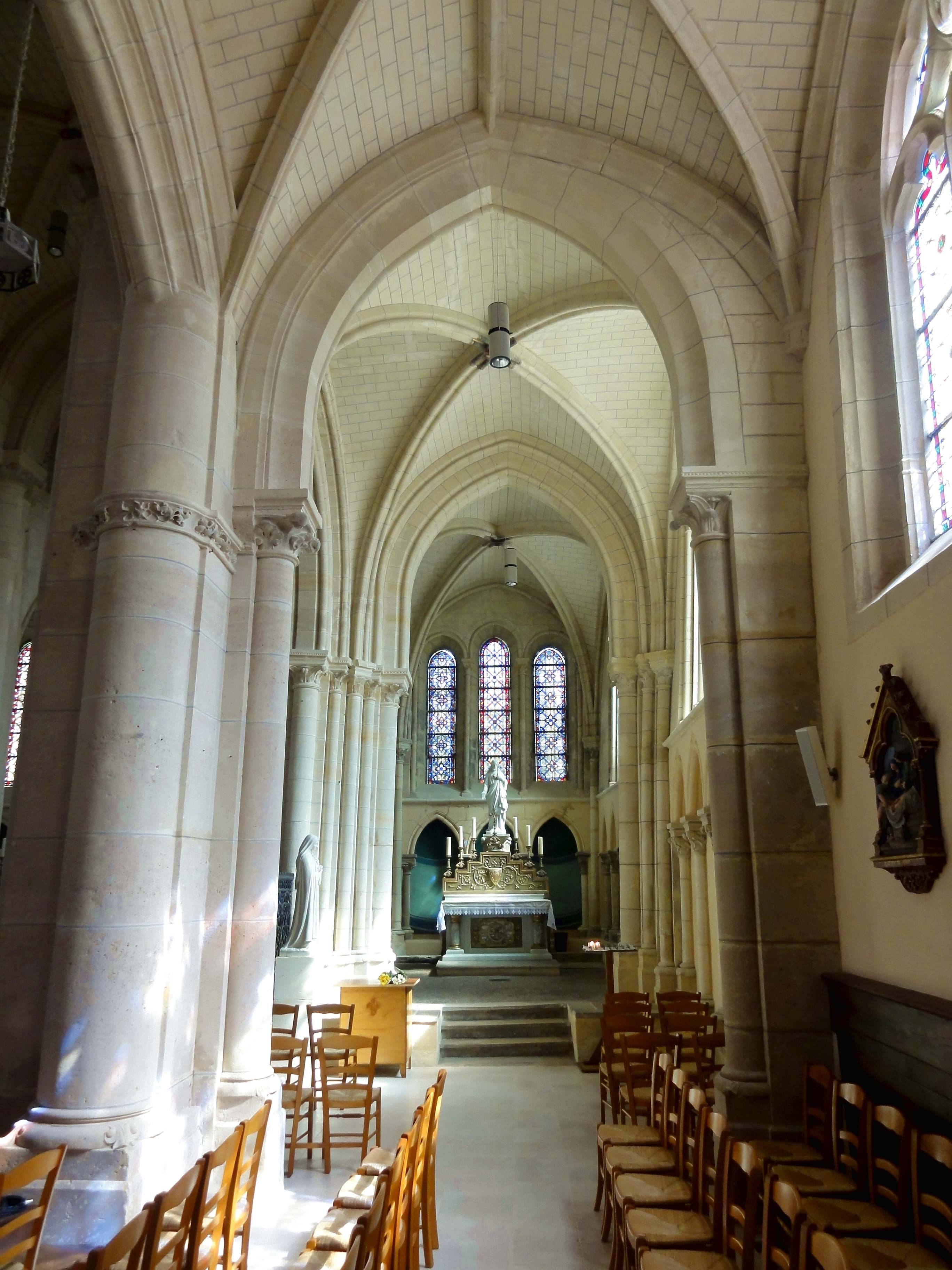
Vue dans le collatéral sud depuis le bas-côté.
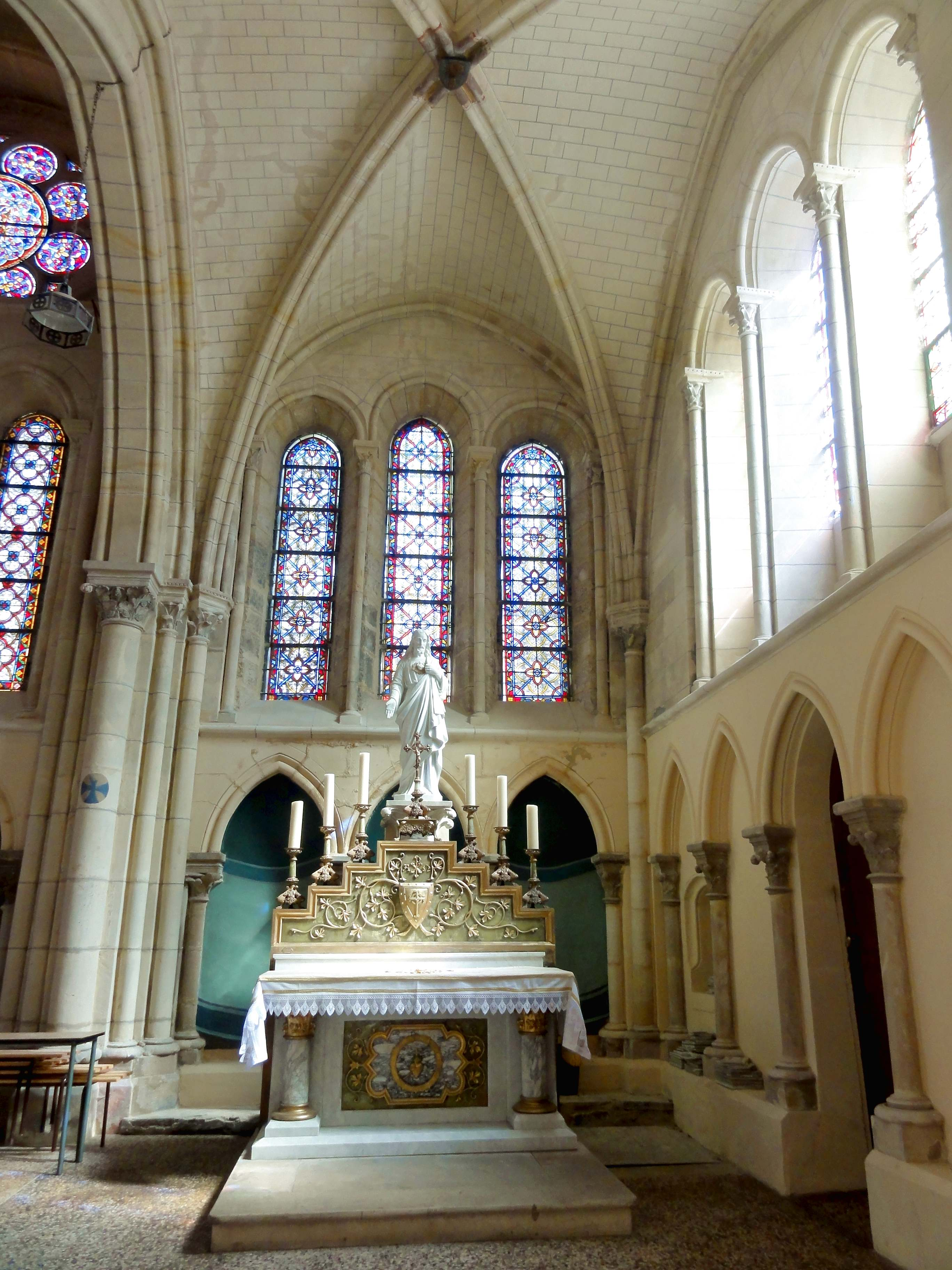
Collatéral sud, chapelle du Sacré-Cœur.
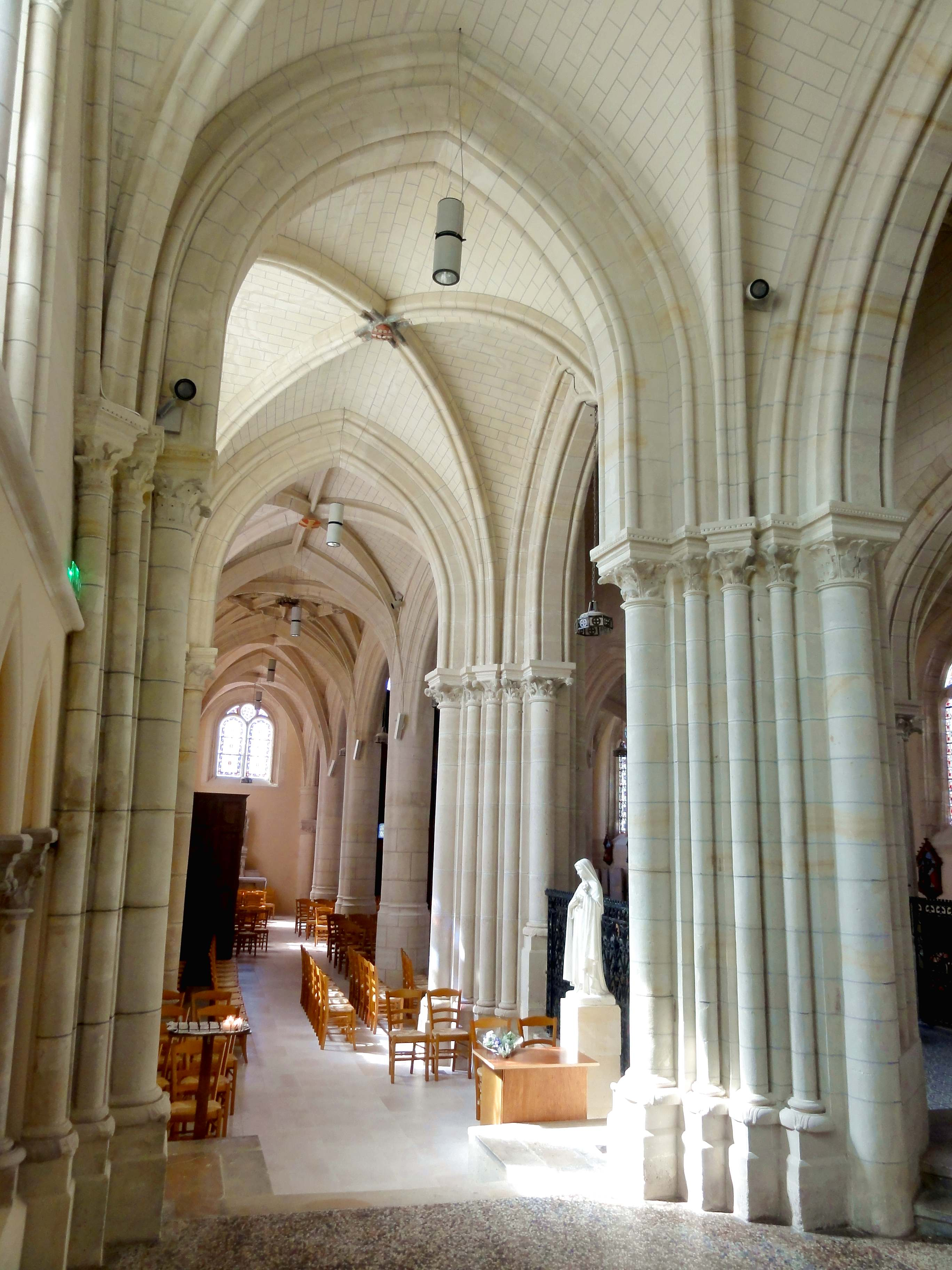
Collatéral sud, vue vers l'ouest.
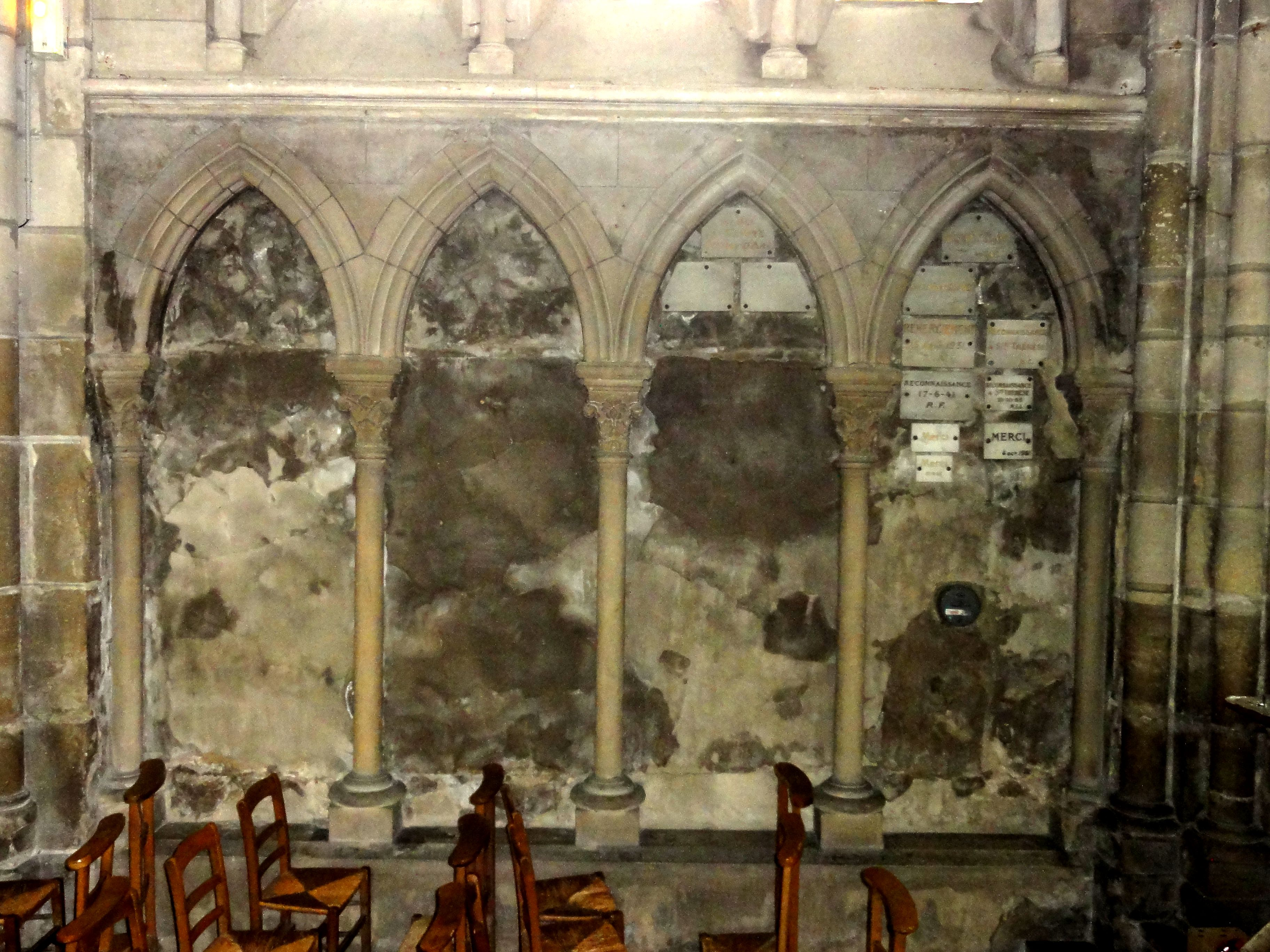
Arcatures aveugles dans le collatéral nord.

### Extérieur

#### Façade occidentale

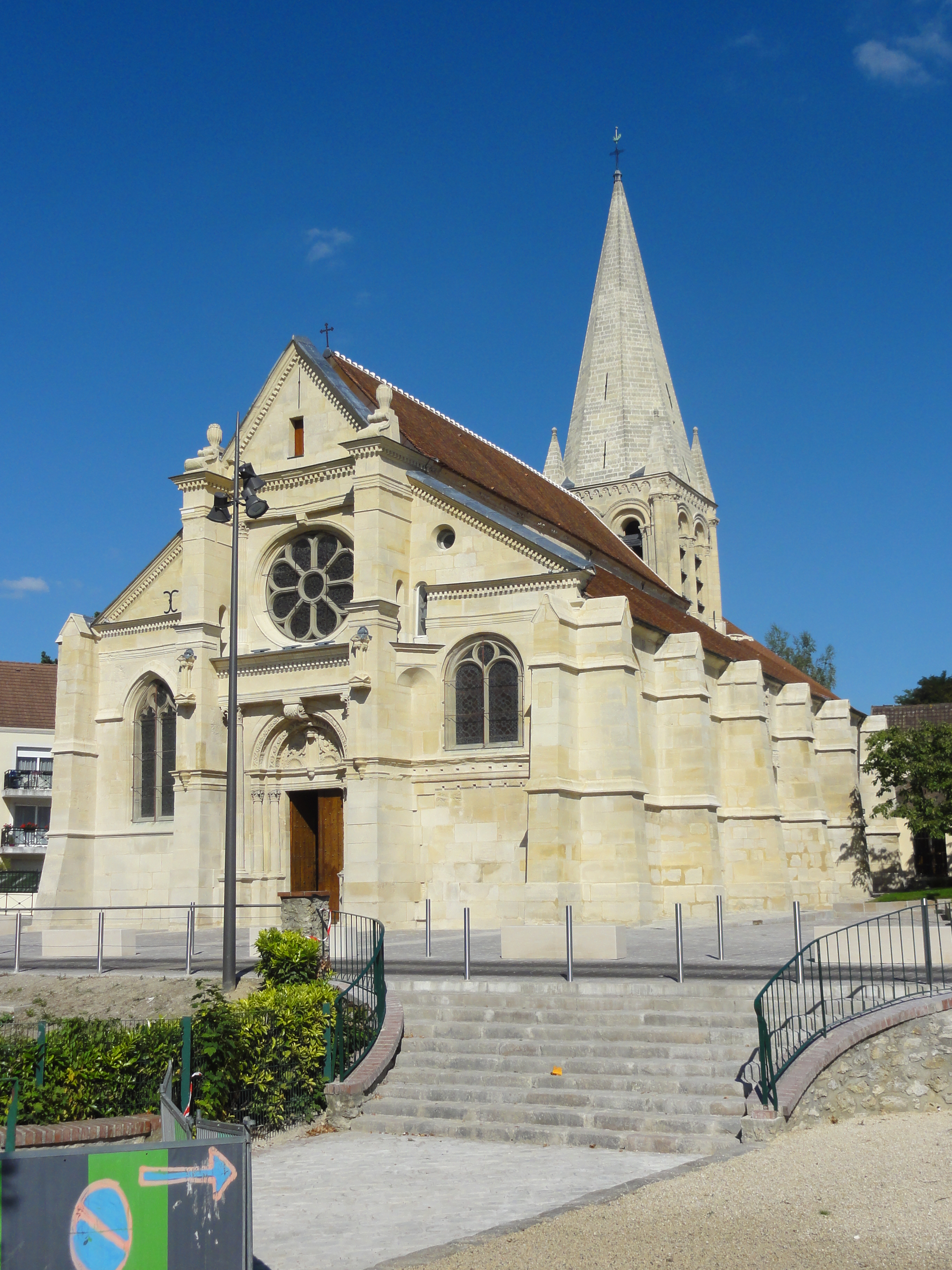
Vue depuis le sud-ouest.

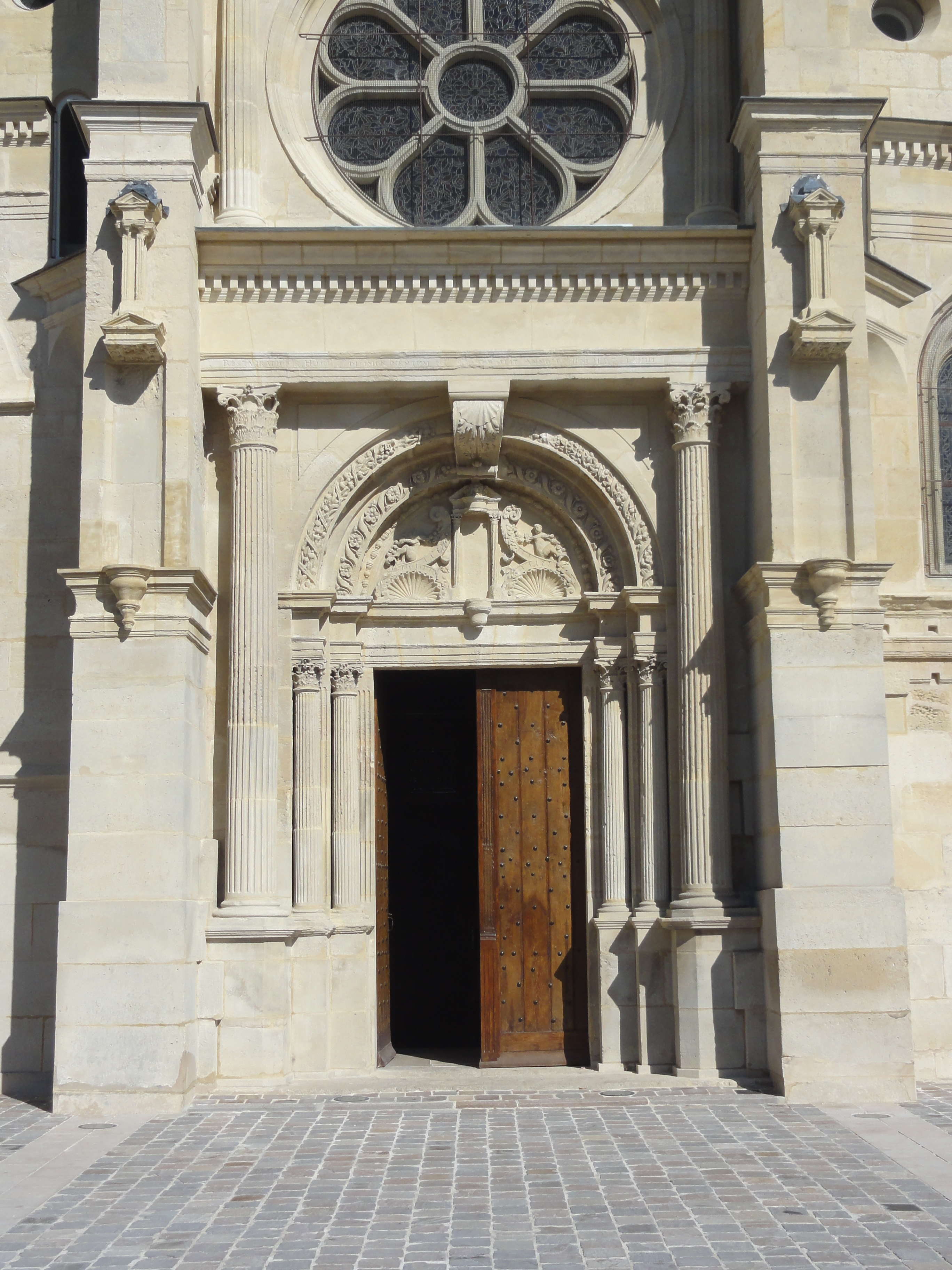
Portail occidental.

La façade occidentale est la seule élévation qui donne directement sur la rue, et pour cette raison, constitue l'élévation la plus emblématique de l'église. Elle s'organise en trois parties, correspondant à la nef et aux bas-côtés, dont la structure des toitures est clairement mise en exergue. Les deux demi-pignons des bas-côtés, faiblement inclinés, et le pignon de la nef sont encadrés par des frises de denticules empruntés aux entablements antiques. La fenêtre du bas-côté nord est de style flamboyant. Elle est entourée de moulures prismatiques, et surmontée d'un bandeau qui se poursuit latéralement au niveau des impostes. La fenêtre du bas-côté sud est de style Renaissance, et nettement plus sobre. Il n'est pas possible de savoir si elle est contemporaine de la façade, ou si elle a dû être refaite après 1567, comme certaines baies des bas-côtés. Le soubassement, plus élevé qu'ailleurs, présente des traces de reprises, et a pu contenir un portail latéral dans le passé. Contrairement à Belloy-en-France, les deux contreforts de la nef sont contemporains de la façade, ce qui a permis au maître d'œuvre anonyme de les intégrer dans sa composition. Il y a prévu des niches à statues, qui à Belloy ont dû être disposées dans les angles rentrants entre les contreforts et le mur occidental de la nef. Les dais sont les seuls éléments de ces niches qui ont fait l'objet d'un certain effort décoratif. De plan carré, ils se présentent comme un édicule élancé avec des colonnettes cannelées excessivement resserrés. Leurs chapiteaux fortement saillants supportent un entablement muni de trois frontons triangulaires, dont un est tourné vers le nord, un vers l'ouest, et un vers le sud. Ces édicules reposent sur des consoles ou socles, qui reproduisent à plus grande échelle le même entablement avec les mêmes frontons. Le soffite est subdivisé en neuf caissons. Ceux qui occupent les angles arborent des têtes de chérubin au-dessus d'un collier d'ailes, et les autres des rosaces feuillagées,.
En haut et en bas des niches, les contreforts sont scandés par des entablements ébauchés, et un entablement analogue et toujours sans autre décoration que les moulures et la frise de denticules du bas du pignon termine le mur de la nef. Les contreforts sont amortis par un vase posé sur un enroulement. La partie supérieure du mur de la nef n'est pas percée d'une fenêtre comme à Belloy, mais d'une rosace au remplage Renaissance, cantonnée de deux colonnes corinthiennes. Cette disposition pourrait s'inspirer de la façade l'église Saint-Côme-Saint-Damien de Luzarches, qui est une œuvre du maître-maçon Nicolas de Saint-Michel. Puisque le portail proprement dit fait saillie devant la façade, une coursière a pu être aménagée en base de la rosace. Elle était accessible depuis les combles des bas-côtés, moyennant d'étroites portes en plein cintre dans les demi-pignons, et d'étroits passages dans les contreforts, qui adoptent la même forme. Dans les angles rentrants entre les contreforts et les murs des bas-côtés, la coursière est supportée par des trompes. Actuellement, la porte du demi-pignon du bas-côté sud est hors d'usage : ses piédroits servent de support à un mouton de cloche, qui contient une toute petite cloche,.
Le portail occidental s'ouvre sous un entablement aniconique avec corniche à denticules, qui repose sur deux grandes colonnes corinthiennes. La porte elle-même est flanquée de deux paires de colonnettes corinthiennes analogues, qui sont logées dans les ressauts du mur, décorés eux aussi des cannelures qui agrémentent les fûts des colonnes. L'on note que l'agencement général du portail est encore celui des portails gothiques. Les sections d'entablement au-dessus des chapiteaux et l'entablement qui tient lieu de linteau restent une fois de plus nus, mais par sa double archivolte et son tympan richement ornés, le portail occidental constitue, selon Mathieu Lours, le plus bel ensemble sculpté de l'église. Le centre du tympan est occupé par une niche traitée en édicule, dont le dais est relié à l'entablement supérieur par une console revêtue d'une coquille Saint-Jacques et de feuilles d'acanthe. La niche est cantonnée de deux colonnettes corinthiennes et accostée de deux volutes, sur lesquelles sont assis des angelots nus tenant des guirlandes, et qui reposent sur des coquilles Saint-Jacques. L'archivolte inférieure est ornée de rosaces alternant avec des postes, que l'on pourrait également considérer comme un ruban formant spirale. L'archivolte supérieure est revêtue d'une guirlande. Son intrados est subdivisé en deux fois cinq caissons de part et d'autre de la console centrale, déjà mentionnée. De chaque côté, la console médiane arbore le monogramme « F » pour François Ier. Les caissons entre le « F » et la console sont abîmés ou cassés. Plus bas, André Lapeyre a reconnu les « animaux évangéliques » (c'est-à-dire, les symboles du tétramorphe qui accompagnent les Évangélistes en tant qu'attributs). Mathieu Lours rejoint cette interprétation,.

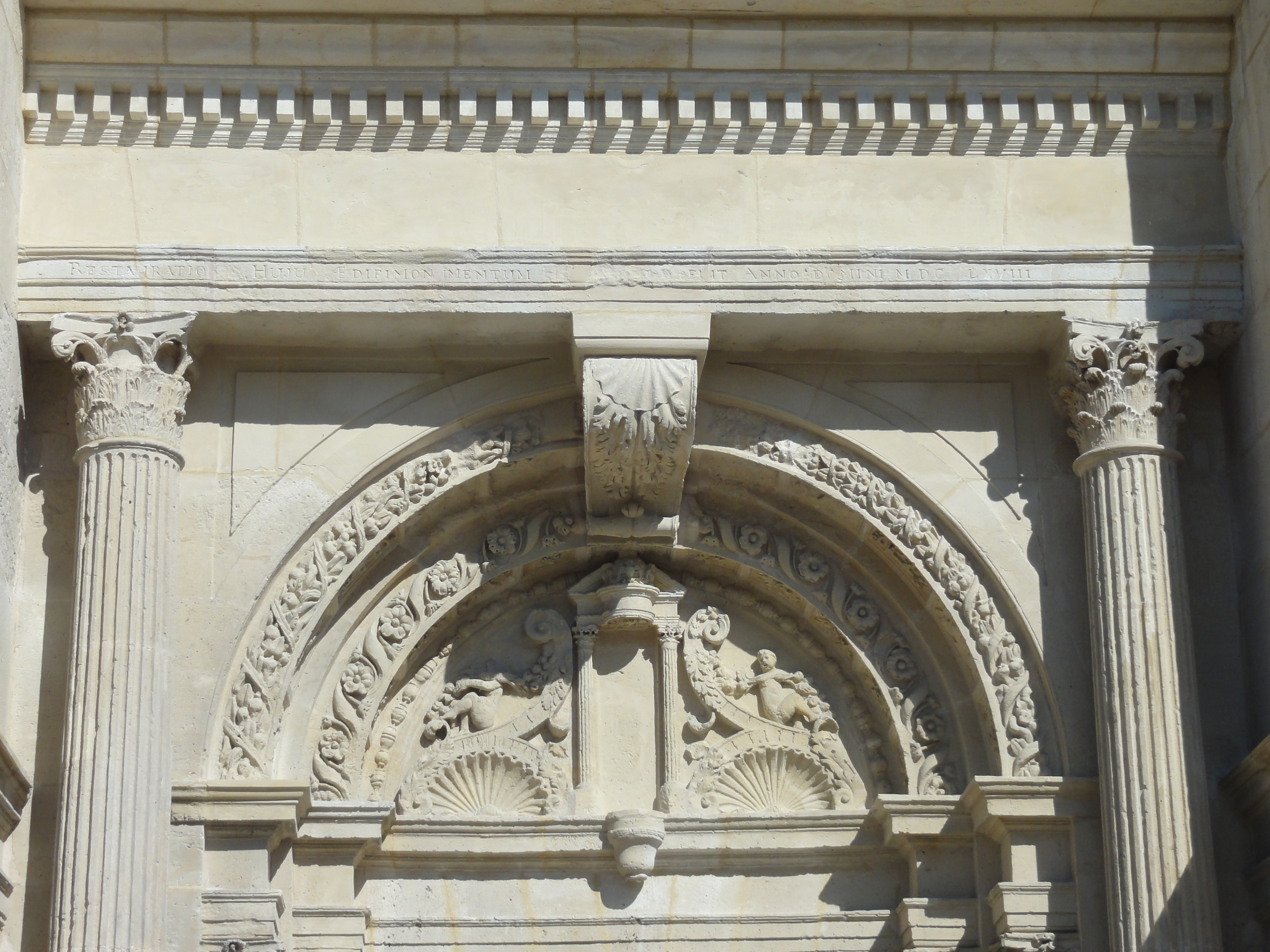
Colonnettes et entablement du portail.
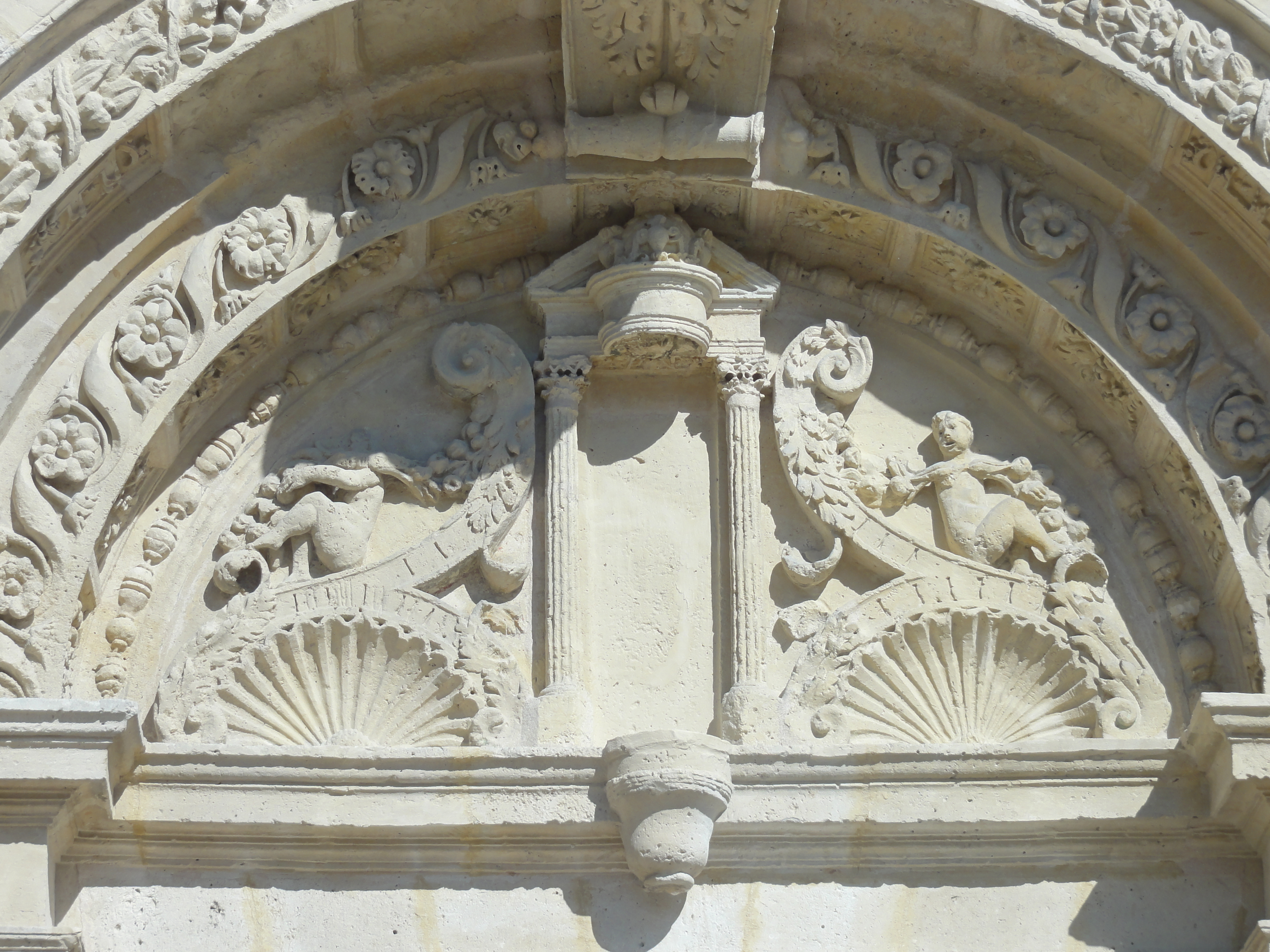
Tympan du portail.
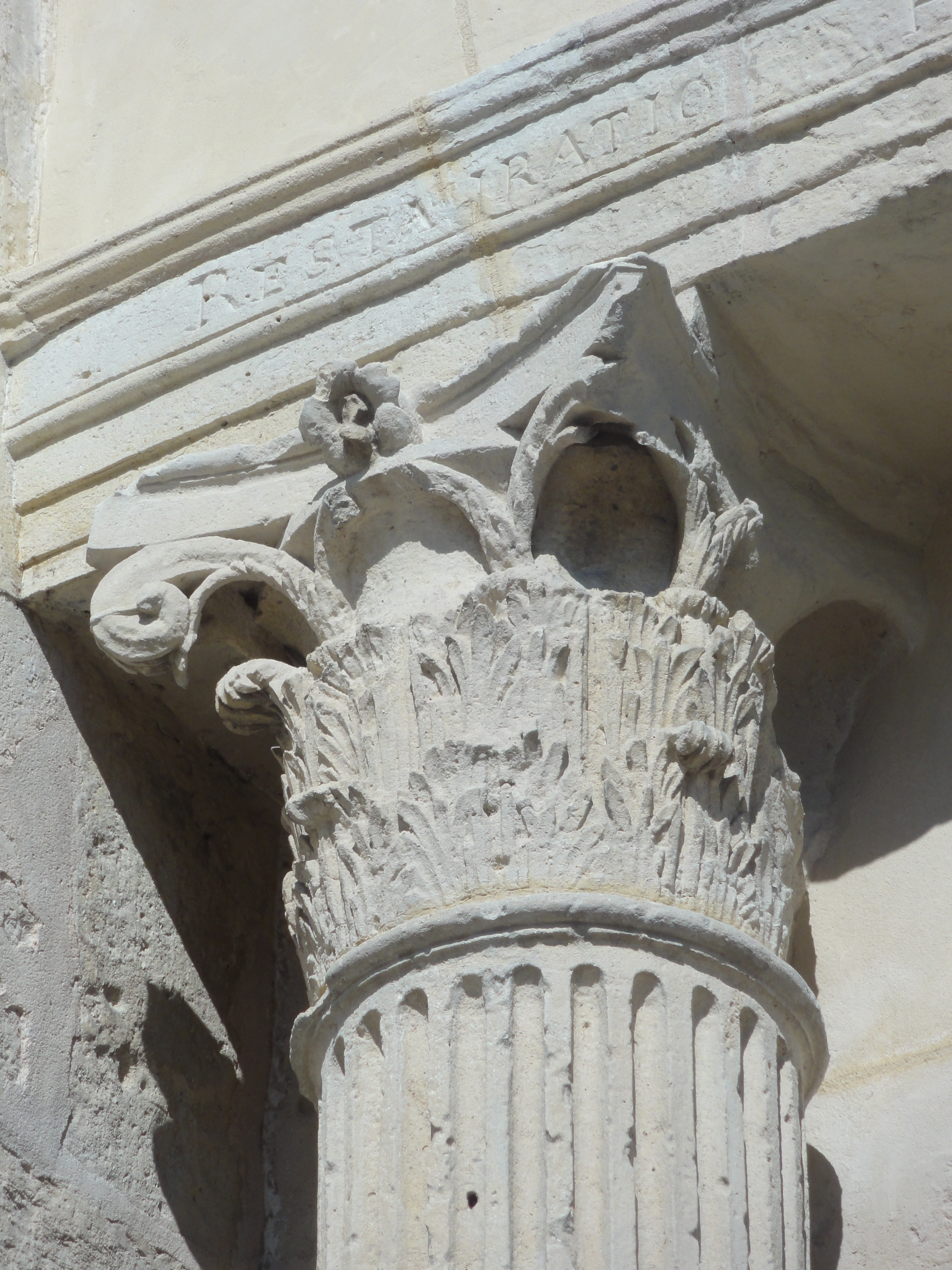
Chapiteau corinthien du portail.
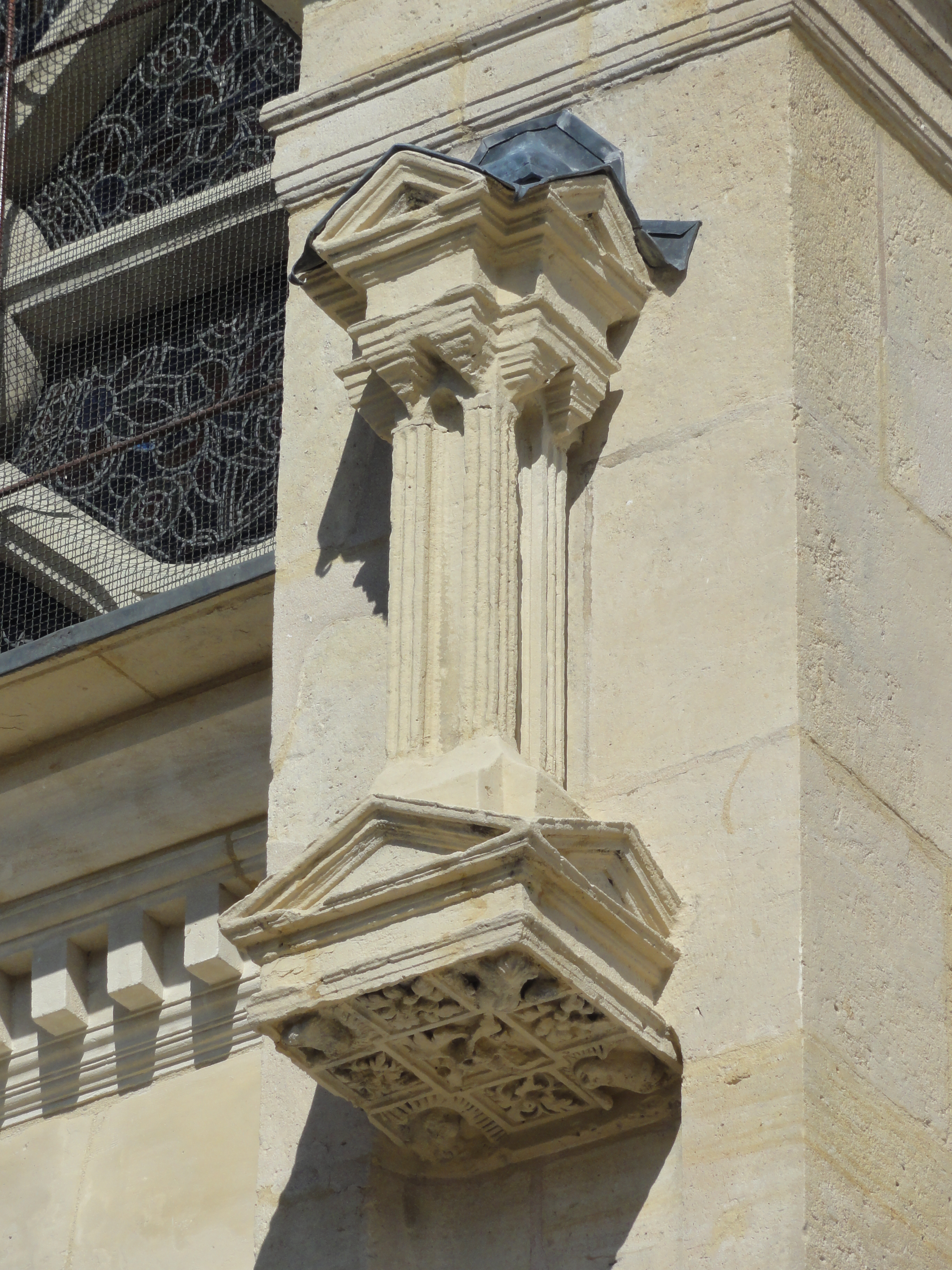
L'un des deux dais sur les contreforts de la nef.
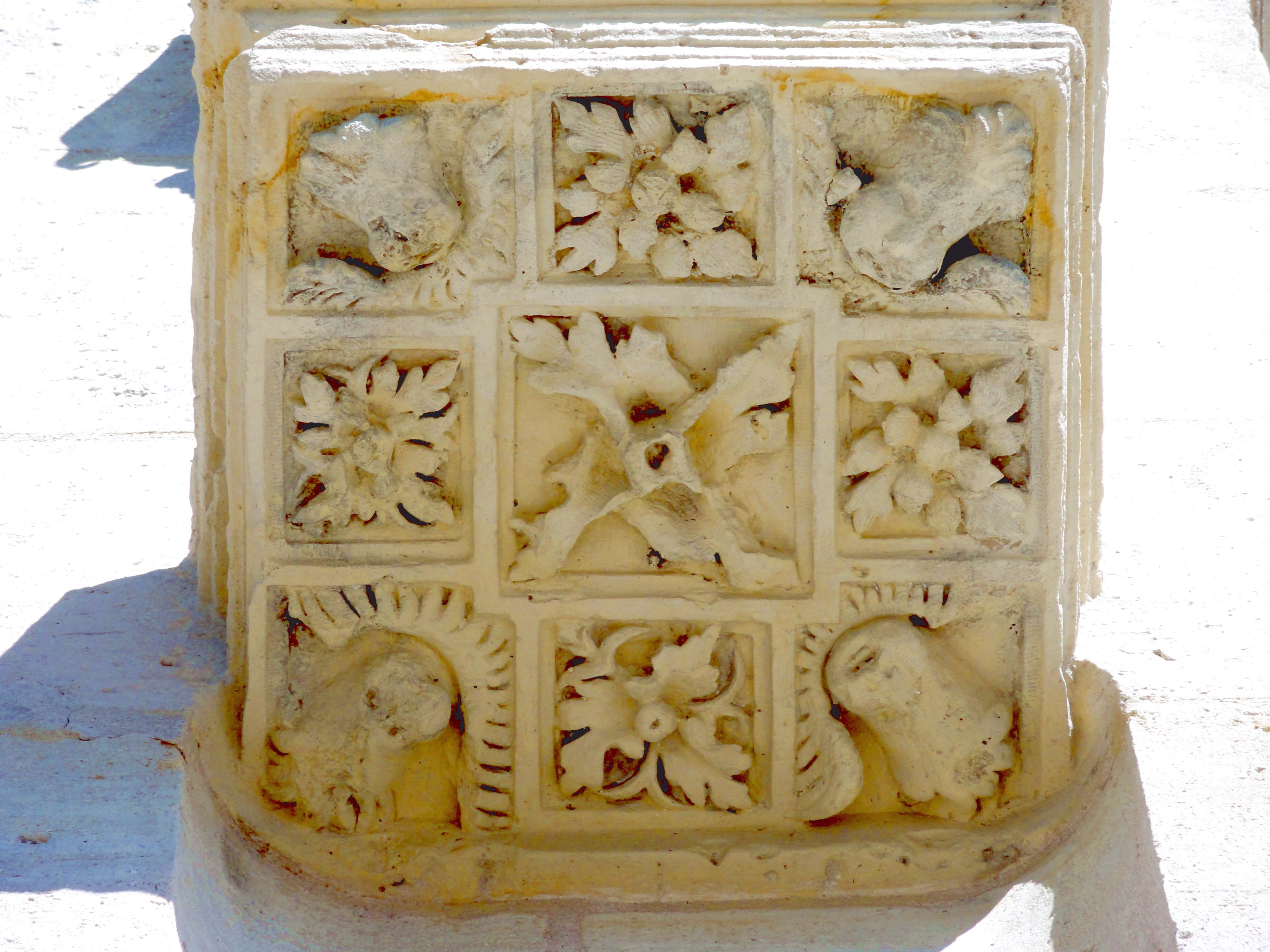
Sofitte sous les dais.
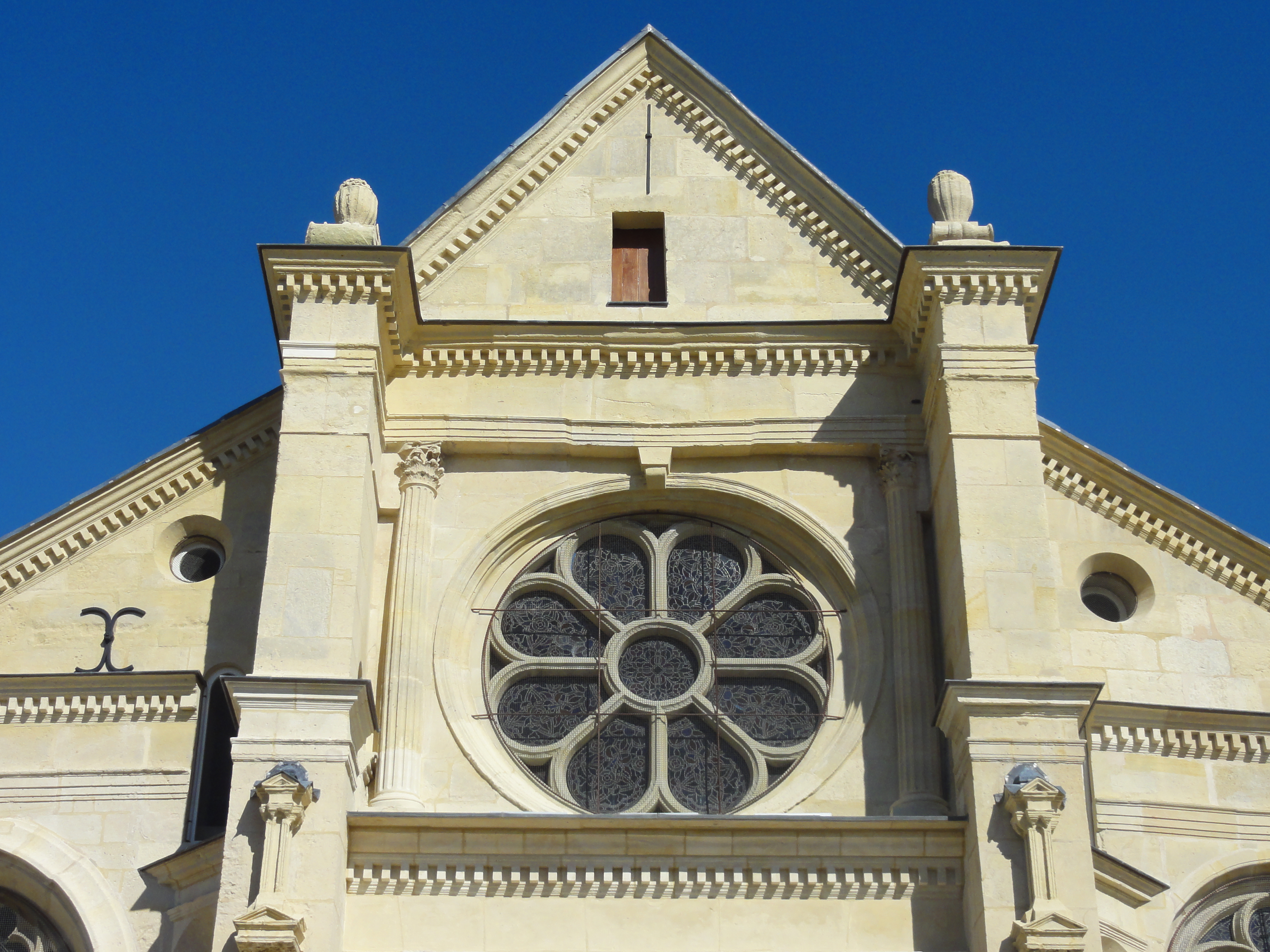
Parties hautes de la façade.

#### Élévations latérales et chevet

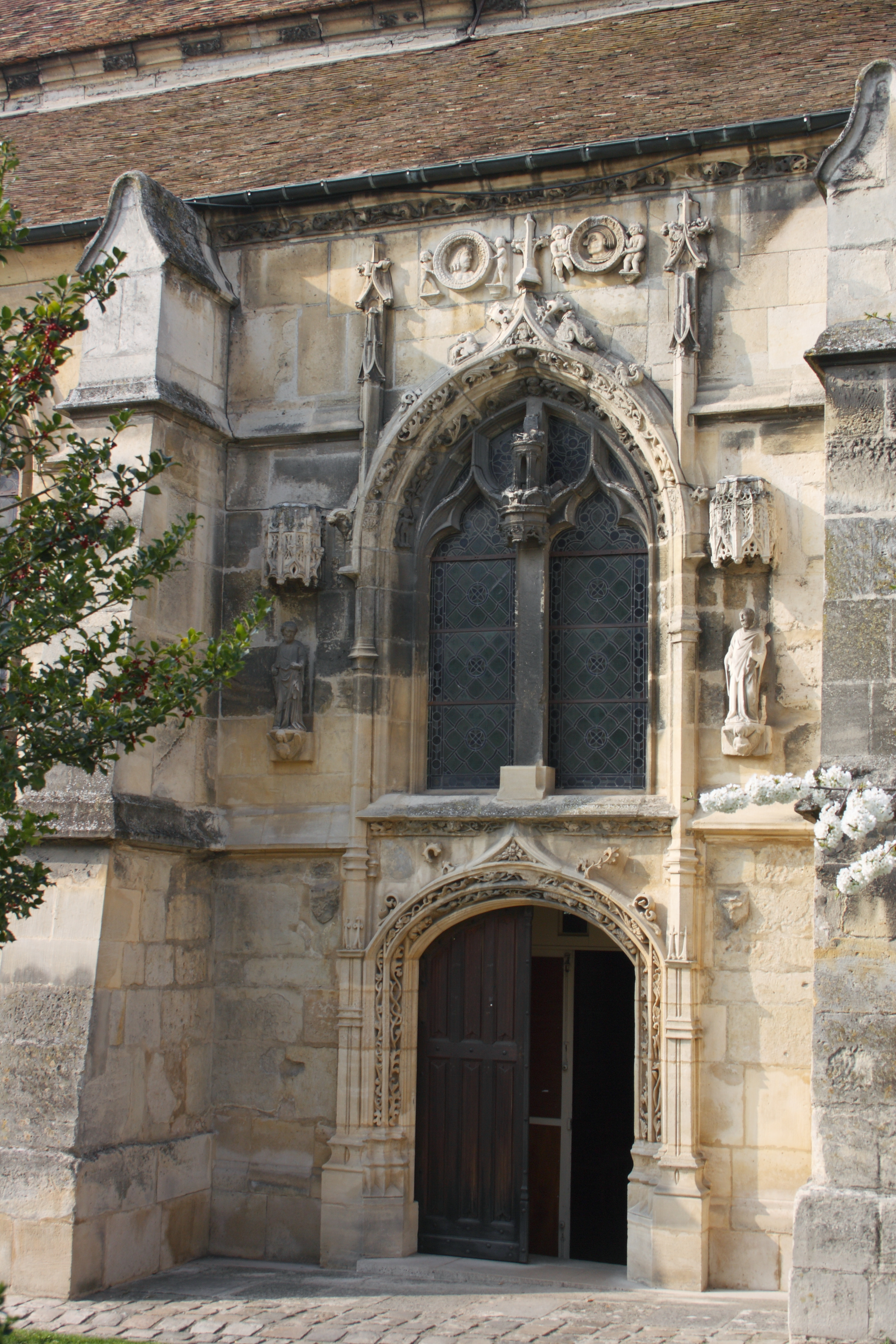
Portail méridional.

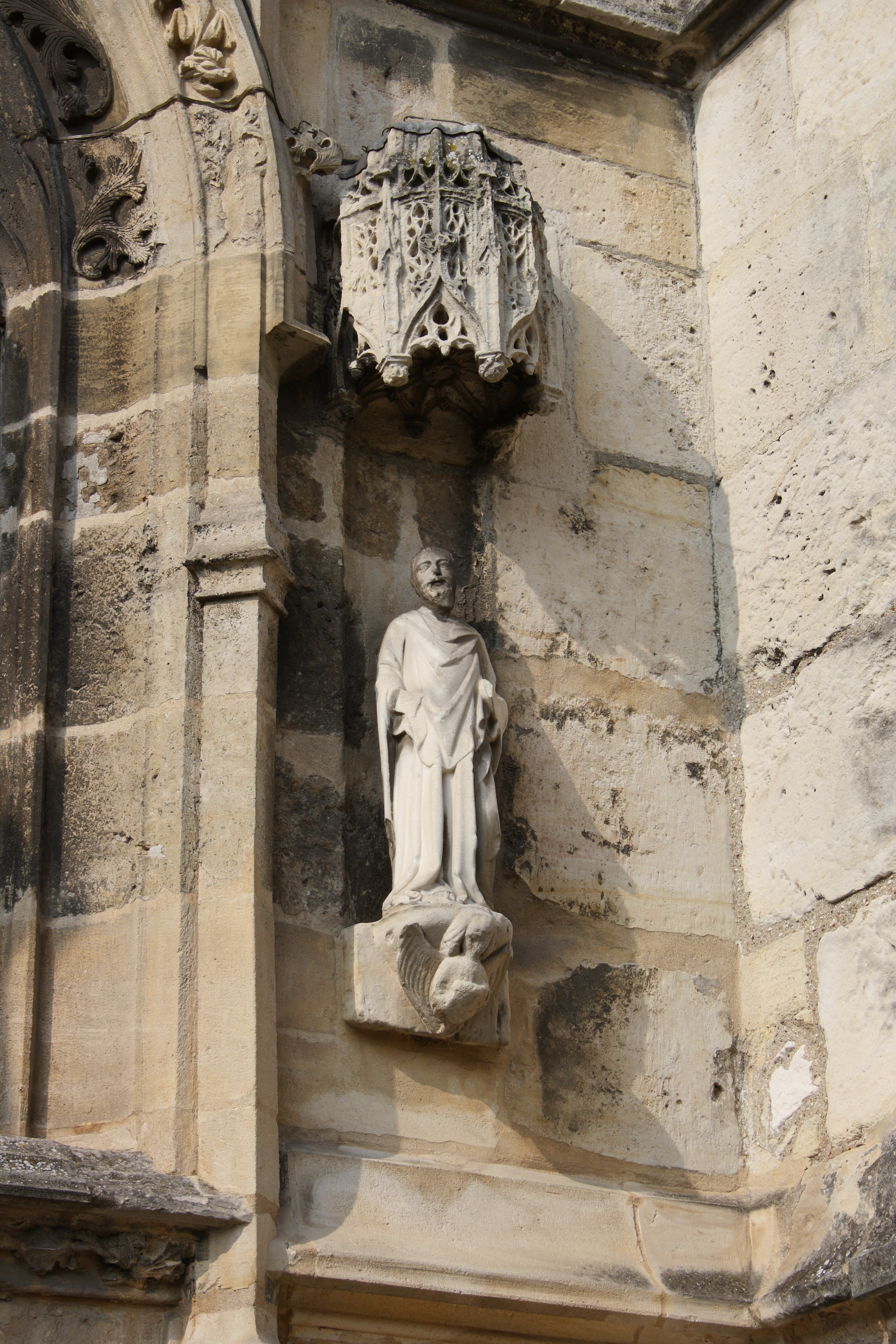
Dais flamboyant et statue à droite du portail.

L'élévation méridionale se signale surtout par son élégant portail, dans la troisième travée. Avec le portail occidental et le clocher, c'est l'un des éléments les plus remarquables de l'église. Ceci ne vaut pas seulement pour le décor, mais aussi pour son excellent état de conservation, même si les feuillages très filigranes et fragiles devant les écoinçons entre l'archivolte extérieure et le seuil de la fenêtre au-dessus ont en grande partie disparu. Le style flamboyant domine largement. Afin de laisser assez de place à la fenêtre, la porte est en anse de panier. Pour la même raison, l'accolade au-dessus du portail reste peu développée. Sa double archivolte accueille des rinceaux ajourés. Dans la voussure inférieure, quelques petits animaux fantastiques s'y ajoutent. Les piédroits sont établis en continuité avec les archivoltes, et contiennent le même décor. Des rinceaux animent également l'échine sous le seuil de la fenêtre. Deux étroits contreforts, délicatement moulurés, cantonnent le portail et la fenêtre. L'archivolte supérieure de la fenêtre se fond dans ces contreforts. Au-dessus, les contreforts se retraitent, et s'amortissent par des pinacles. Sur les rampants du pinacle de droite, se détachent une petite créature et une feuille d'acanthe. La fenêtre elle-même est à deux lancettes aux têtes trilobées, et son trumeau porte une niche à statue avec un dais traité en édicule dans le style de la Renaissance. La décoration sculptée de la double archivolte hésite encore entre le style flamboyant et la Renaissance. Les petits chimères et dragons dominent à droite. À gauche, l'on voit davantage de feuilles frisées, ainsi qu'en bas, deux personnages nus encore maladroitement réalisés. Sous l'accolade, se détache une tête de chérubin, tandis que ses deux flancs inscrivent une tête humaine. L'on ignore sa signification. Il ne devrait pas s'agir d'un donateur, puisque leurs effigies figurent sur les médaillons plaqués devant le mur, à gauche et à droite de l'accolade. Ils sont sculptés avec une telle maladresse qu'ils apparaissent comme des caricatures. De même, l'on s'étonnera du caractère grotesque des supposés chérubins qui portent ces médaillons, loin de ressembler aux putti italiens qui ont pourtant dû servir de modèle. Restent à mentionner la corniche en haut de la travée du portail, qui arbore une frise avec les motifs habituels de la période flamboyante, ainsi que les deux niches à statues à gauche et à droite du portail, avec leur dais purement gothiques finement ciselés. Dans son ensemble, le portail sud de Sarcelles évoque à la fois le portail sud de l'église Saint-Justin de Louvres et celui de l'église Saint-Pierre-Saint-Paul de Clamart,.
Des murs gouttereaux de la nef, l'on aperçoit juste la dernière assise et la corniche. Contrairement aux maîtres d'œuvre de la période flamboyante, les architectes de la Renaissance prennent soin de ne pas faire disparaître entièrement les murs gouttereaux sous une vaste toiture unique, même si les nefs sont aveugles. En dépit de la visibilité toute relative depuis le sol, l'on prend soin d'agrémenter les corniches d'éléments sculptés, comme en témoignent les églises d'Attainville, Goussainville, Mareil-en-France, etc. En l'occurrence, une pierre sur deux de la corniche est pourvue d'un motif d'inspiration toujours flamboyante. — Hormis la corniche, les fenêtres et les contreforts sont les seuls éléments structurants des élévations latérales. Seulement la fenêtre à droite du portail méridional a bénéficié d'un traitement particulier, avec une petite accolade et un décor sculpté au niveau des impostes. Quant aux triplets gothiques des collatéraux du chœur, ils sont assez abîmés. Certains s'ouvrent sous un arc de décharge en tiers-point. Les baies sont à ébrasement extérieur, et leur arc est à peine brisé. Les baies les mieux conservées sont surmontées d'une archivolte moulurée d'un tore dégagée, qui retombe sur les tailloirs de deux fines colonnettes à chapiteaux. Les fûts sont en délit, ce qui souligne encore le caractère distingué de l'architecture, tout comme les arcatures plaquées à l'intérieur. Pour venir aux contreforts, ils sont homogènes sur toute la longueur des bas-côtés. Ils sont coiffés de chaperons, et scandés par deux larmiers. Le larmier inférieur se poursuit sur les murs à la limite des allèges ; le larmier supérieur ne se poursuit sur les murs que du côté sud, où il s'infléchit au-dessus des arcs des fenêtres et forme de petites accolades stylisés, sans décor sculpté. L'élévation nord a été négligé par l'architecte, car au lieu de belles pierres de taille, l'appareil est constitué en grande partie de simples moellons. Dans la troisième travée, en dessous de la fenêtre, subsistent les vestiges d'un petit portail en anse de panier.

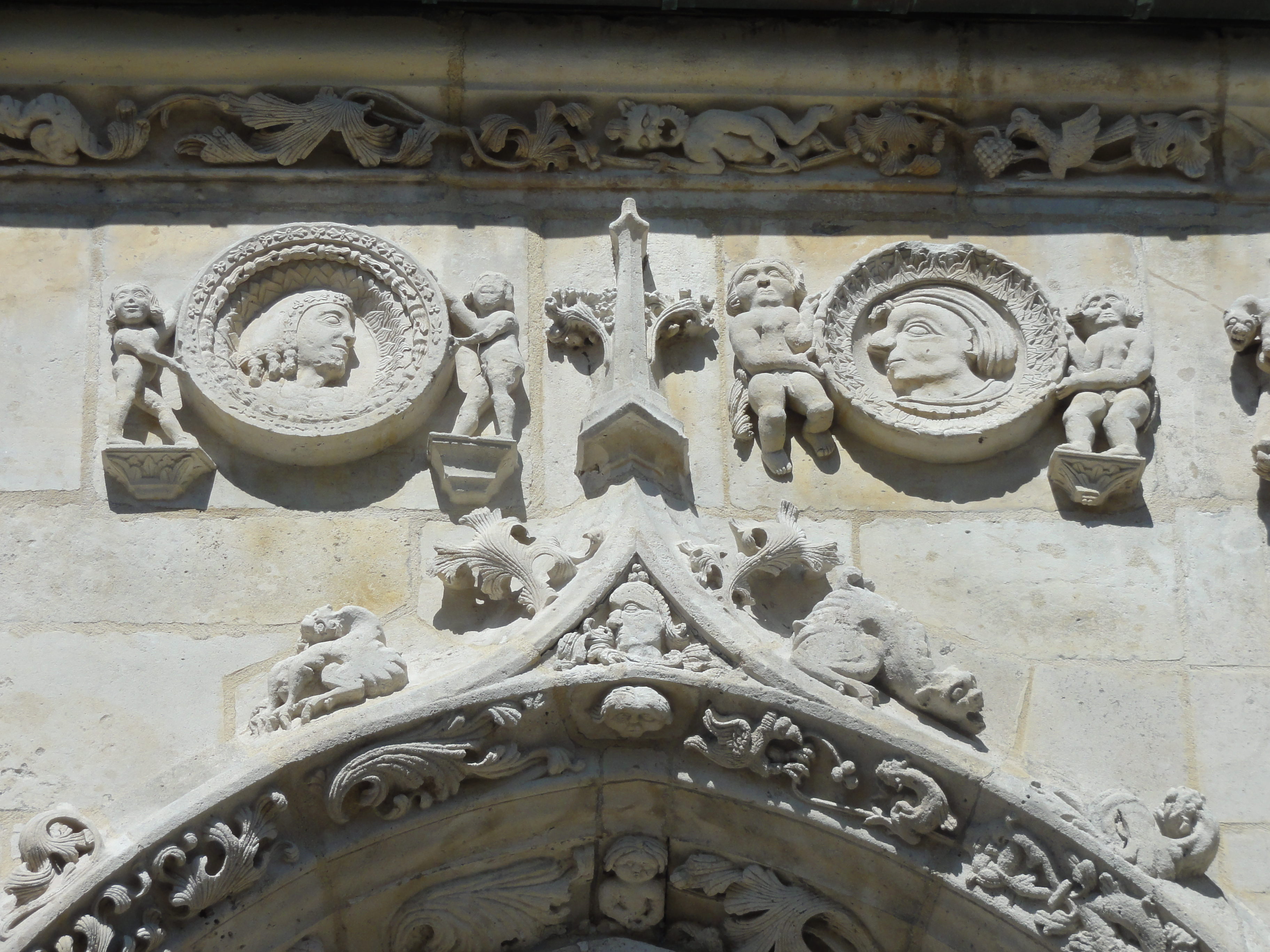
Décor au-dessus de la 3e fenêtre du sud.
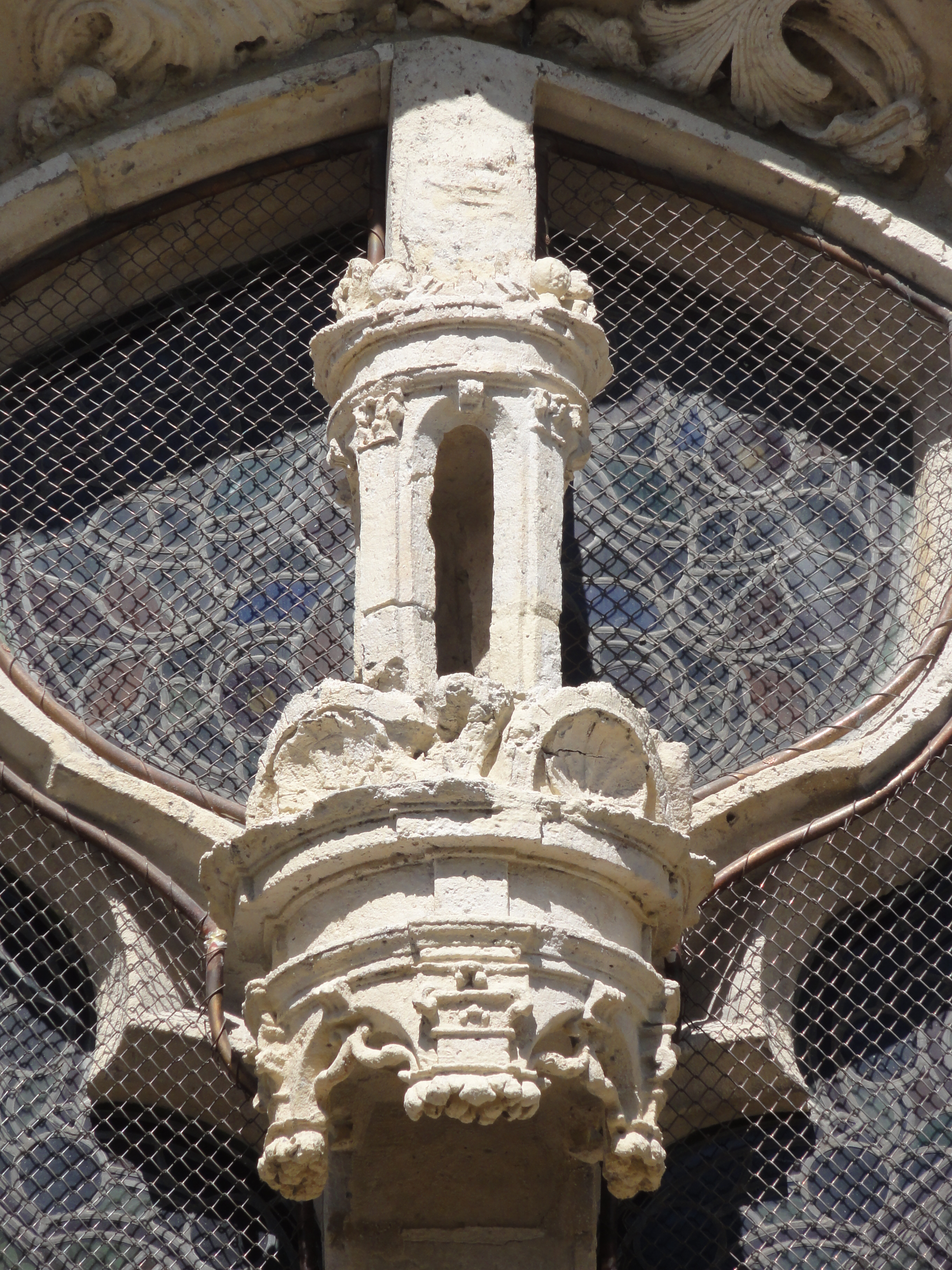
Dais Renaissance devant la même fenêtre.
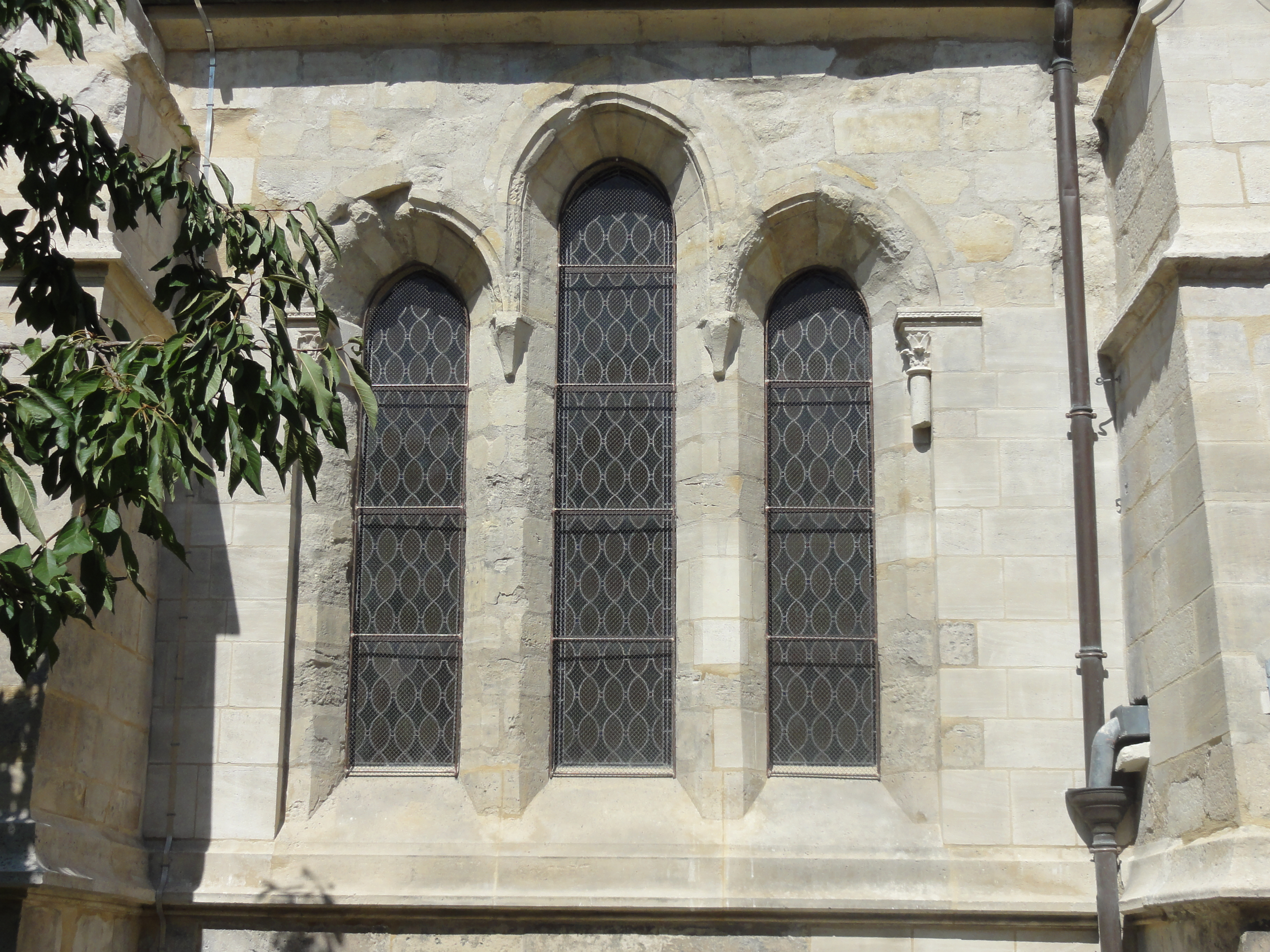
Triplet au sud du chœur.
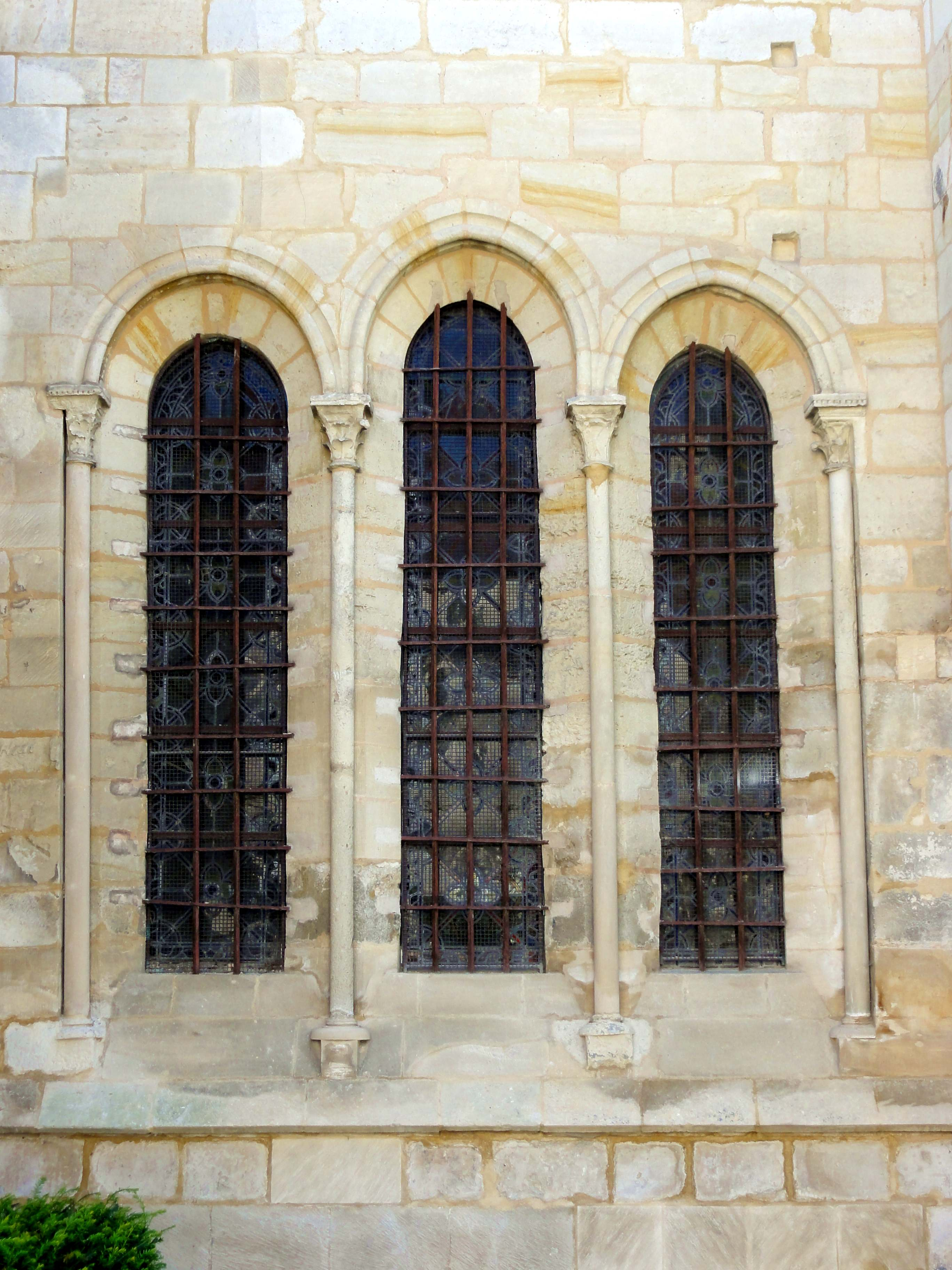
Triplet au chevet du collatéral sud.
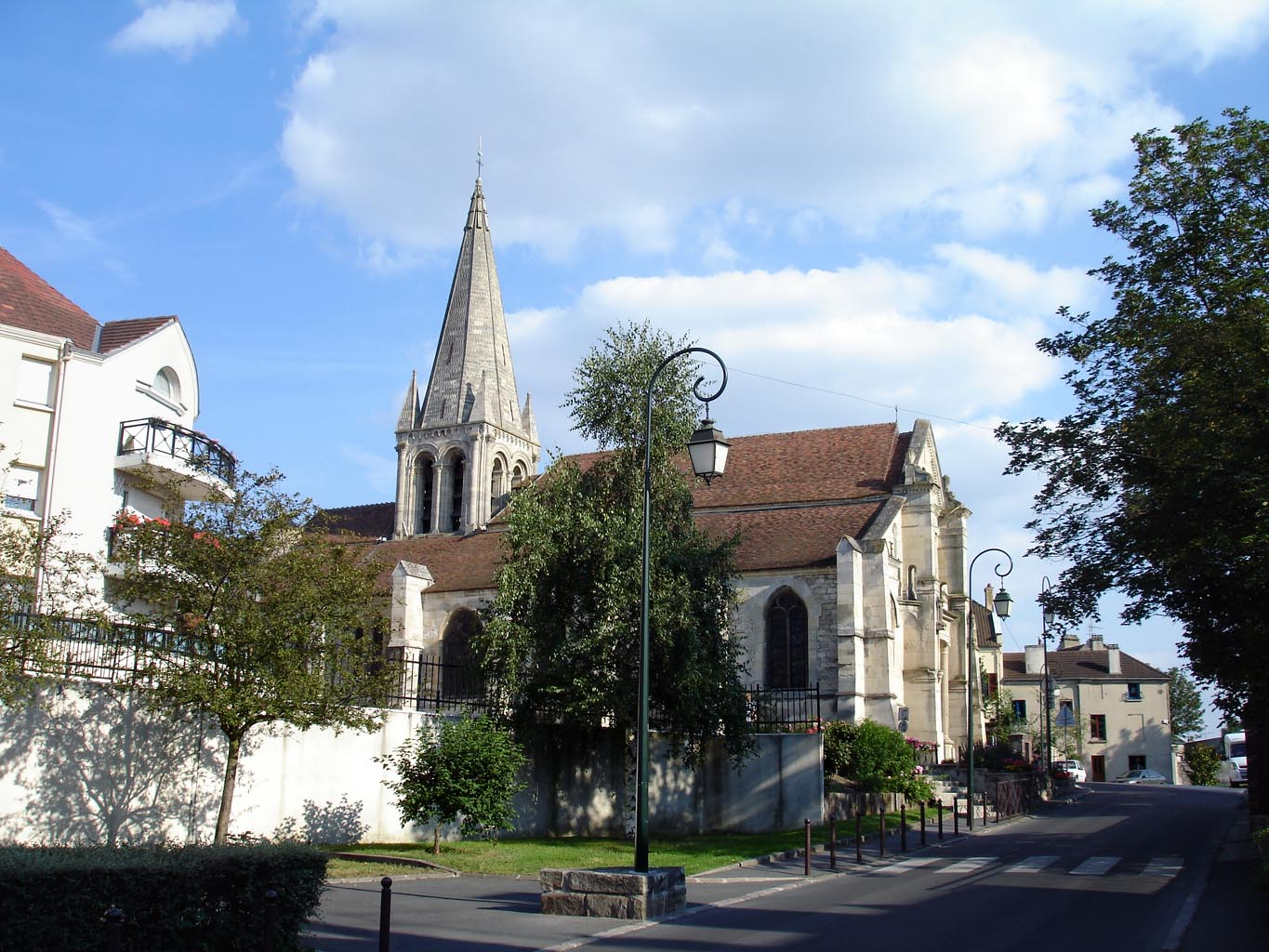
Vue depuis le nord.

#### Clocher

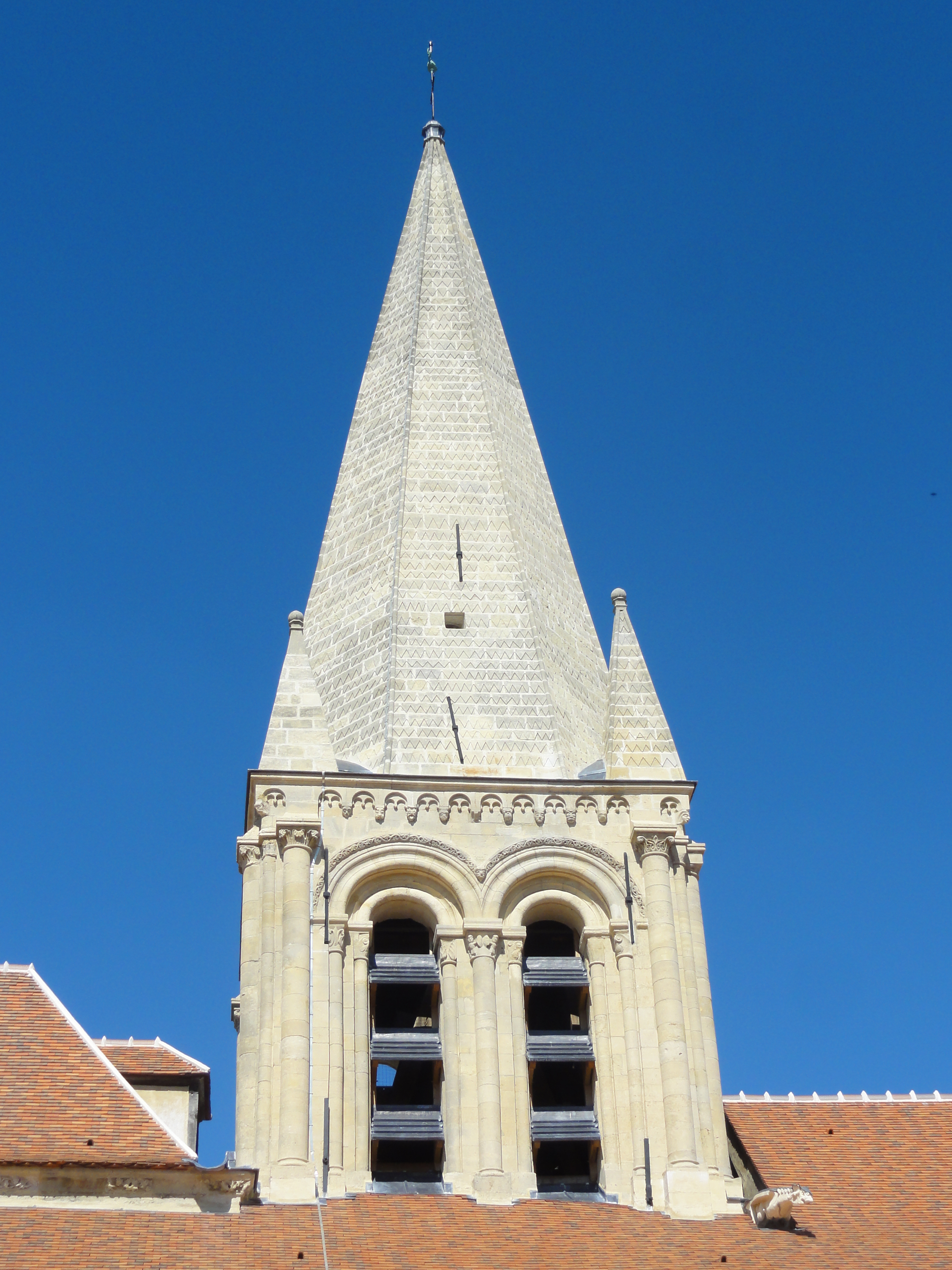
Clocher roman de 1130.

Le clocher s'inscrit dans la série des clochers romans du Vexin français et de ses environs. C'est l'un des derniers construits, et la finesse de la sculpture, les motifs et le traitement des chapiteaux et la corniche beauvaisine qui n'apparaît qu'au second quart du XIIe siècle permettent une datation autour de 1130. Depuis la reconstruction gothique de l'église, l'unique étage n'est plus bien mis en valeur, car il est noyé dans les toitures jusqu'au-dessus du seuil des fenêtres. La haute toiture de la nef notamment diminue la visibilité du clocher depuis la rue. Abstraction faite de la corniche et des frises de rinceaux qui ornent l'archivolte extérieure des baies, l'étage de beffroi reproduit le premier étage du clocher de l'église Saint-Aubin d'Ennery, qui est légèrement plus ancien (vers 1125 environ). La corniche beauvaisine est bien présente à Ennery, mais uniquement sur les socles des colonnettes du second étage du clocher. Des clochers romans contemporains de Sarcelles et également très similaires sont celles de l'église Saint-Symphorien de Nesles-la-Vallée et de l'église Saint-Pierre-et-Saint-Paul de Santeuil, mais ils sont aussi à deux étages,.
Chaque face du clocher est ajourée par deux baies abat-son en plein cintre, qui s'ouvrent sous de doubles archivoltes toriques, et qui sont flanquées de deux demi-colonnettes appareillées de chaque côté. Au centre du trumeau, une unique colonnette supporte les archivoltes extérieures. Du côté sud, cette colonnette arbore un chapiteau historié dont le motif est récurrent dans la région ; ce sont deux fantassins combattant munis de boucliers. Le musée Tavet-Delacour de Pontoise possède un tel chapiteau, et l'on peut également en voir un sur l'église Saint-Martin de Sartrouville. Les autres chapiteaux près des baies sont pour la plupart ornés de feuillages, de godrons, de volutes d'angles et de forme précurseurs de feuilles recourbées en crochets. De tels chapiteaux existent également sur les demi-colonnes qui cantonnent les faces du clocher, mais la plupart présentent des chapiteaux de feuilles d'acanthe, qui sont traitées presque de la même manière que presque quatre siècles plus tard sur la décoration du portail méridional. Entre les demi-colonnes, les angles du clocher sont occupés par des colonnettes du même diamètre que celles des baies. Les murs sont couronnés par la corniche beauvaisine déjà mentionnée, qui reposent sur des modillons sculptés en masques. La couverture du clocher culminant à 35 m au-dessus du niveau du sol est assurée par une pyramide octogonale en pierre, refaite vers 1880 après que la pyramide initiale avait failli être remplacée par une simple toiture. Pour passer du plan carré vers le plan octogonal, les quatre angles autour de la flèche sont agrémentés de pyramidons de plan carré, placés sur des trompes. Les faces de ces pyramidons restent lisses, alors que celles de la flèche sont recouvertes par des dents de scie en bas-relief, et séparées par des tores,.

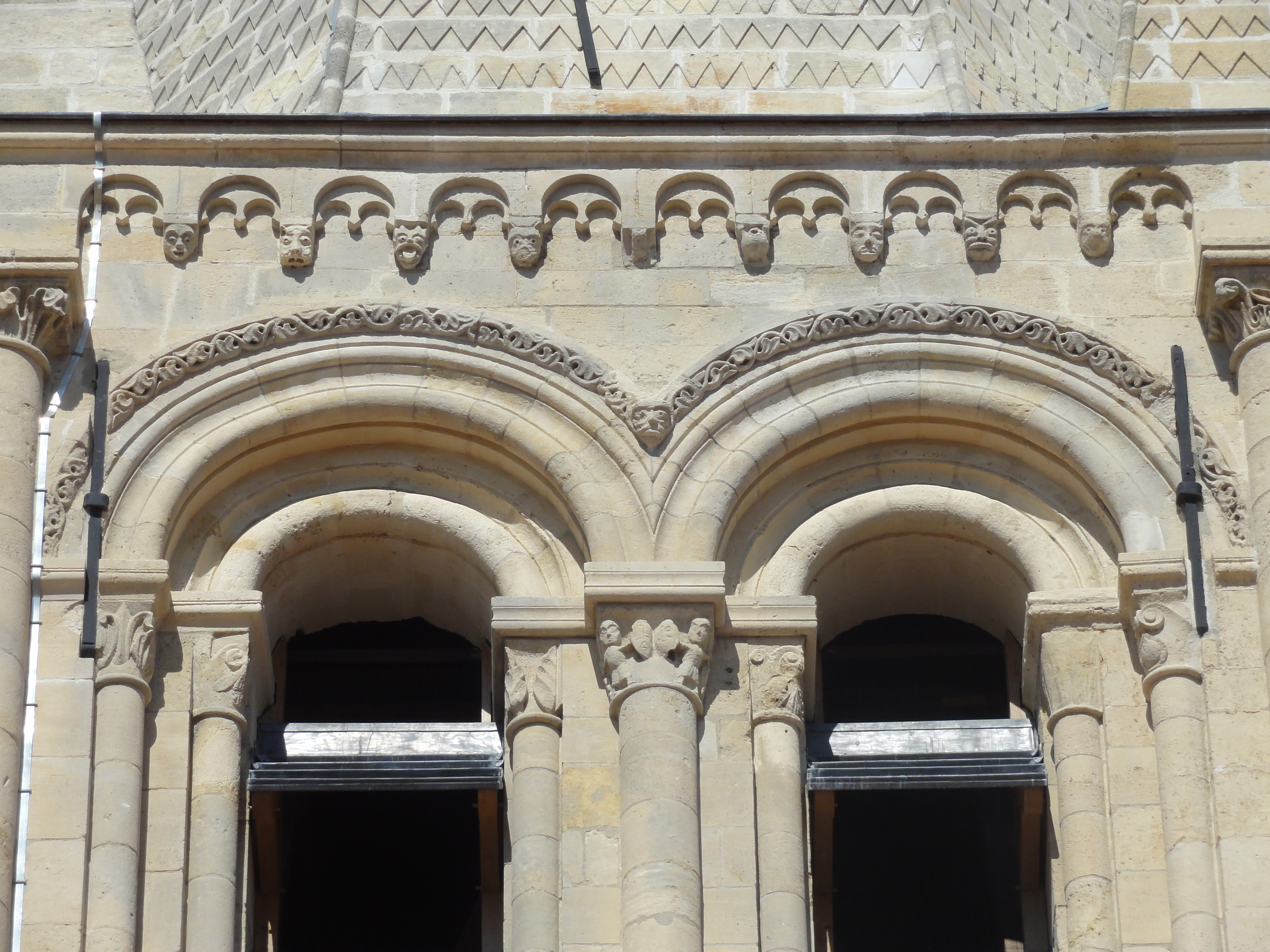
Étage de beffroi, côté sud.
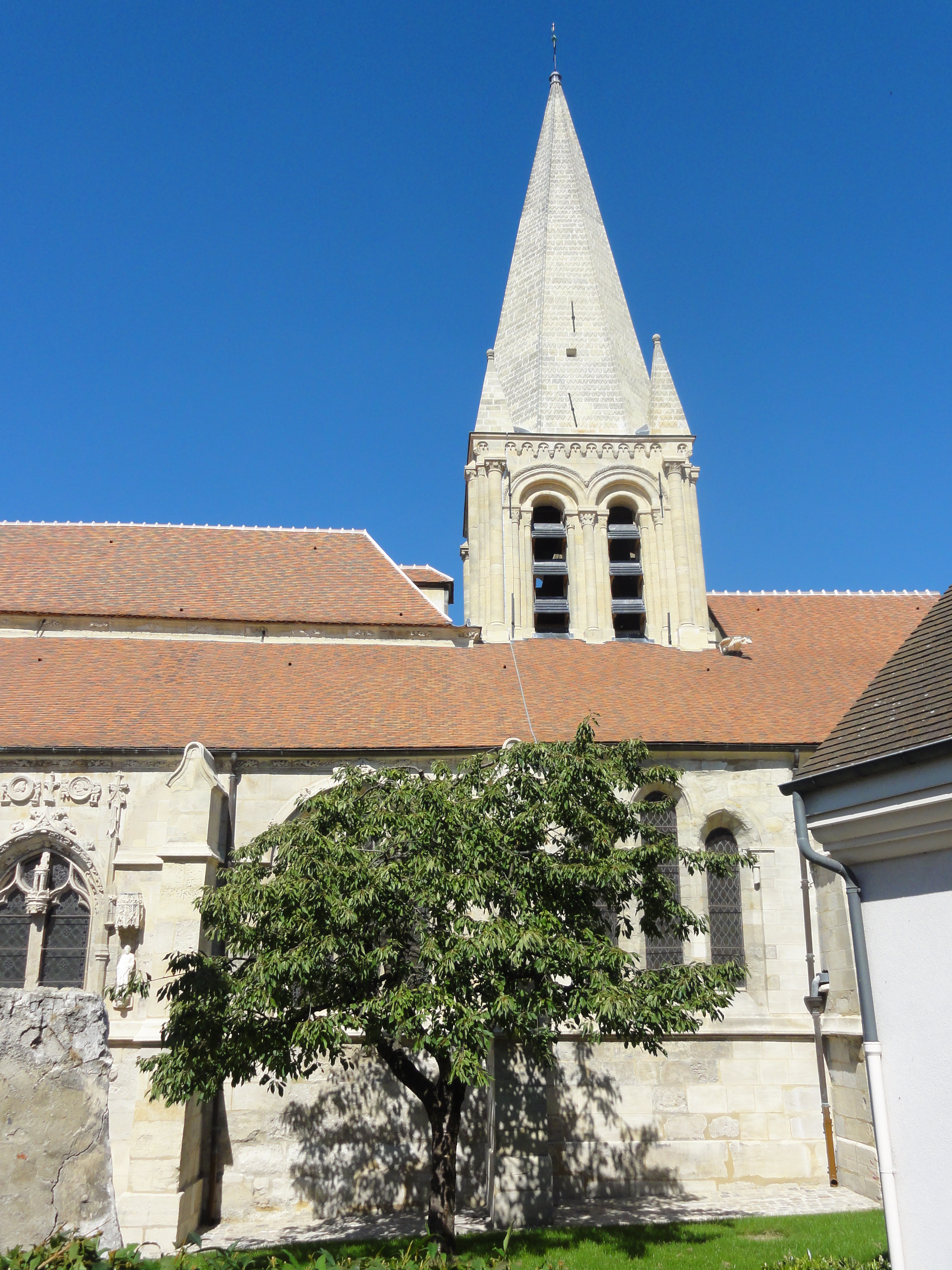
Vue depuis le sud.
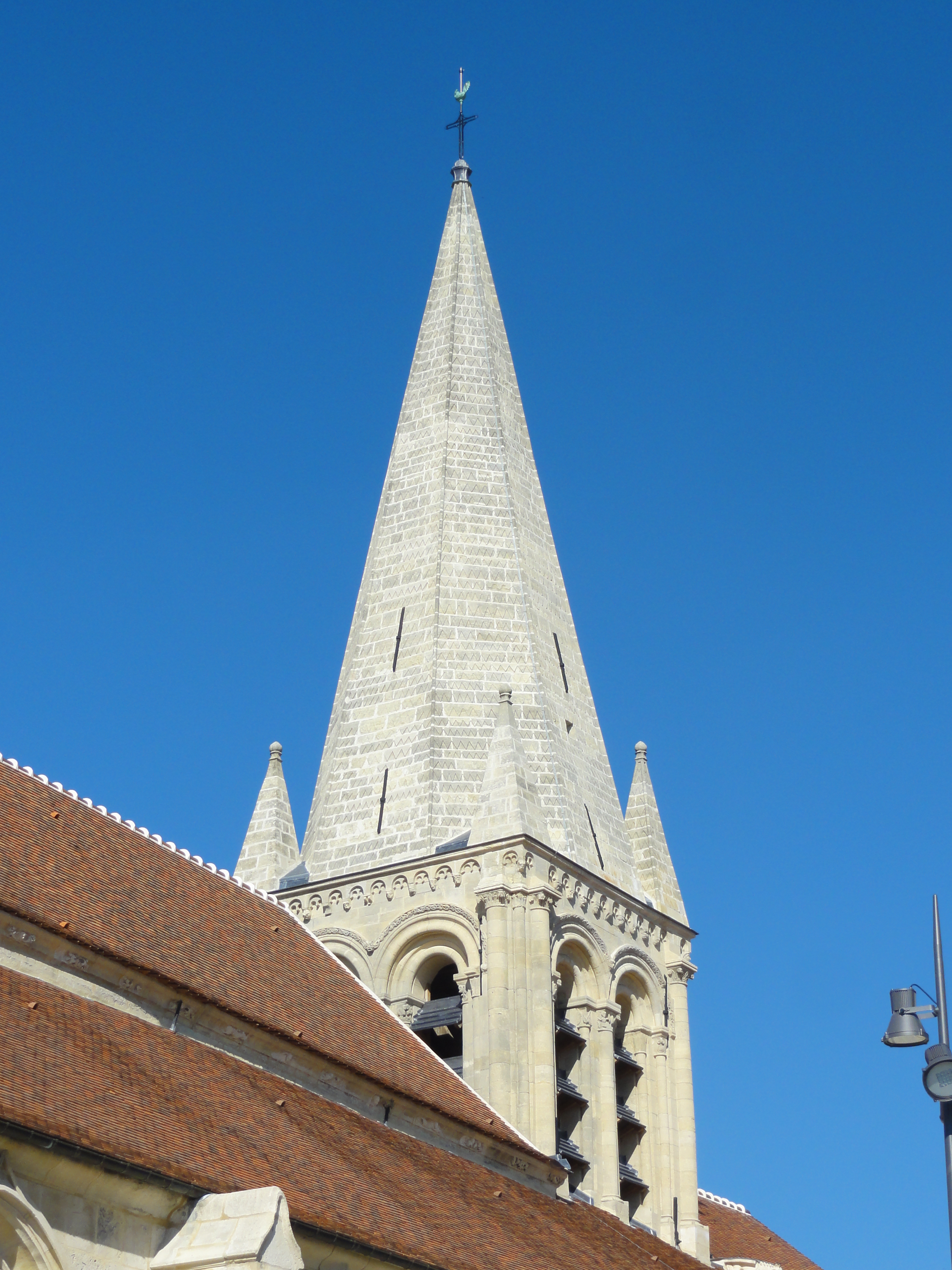
Vue depuis le sud-ouest.
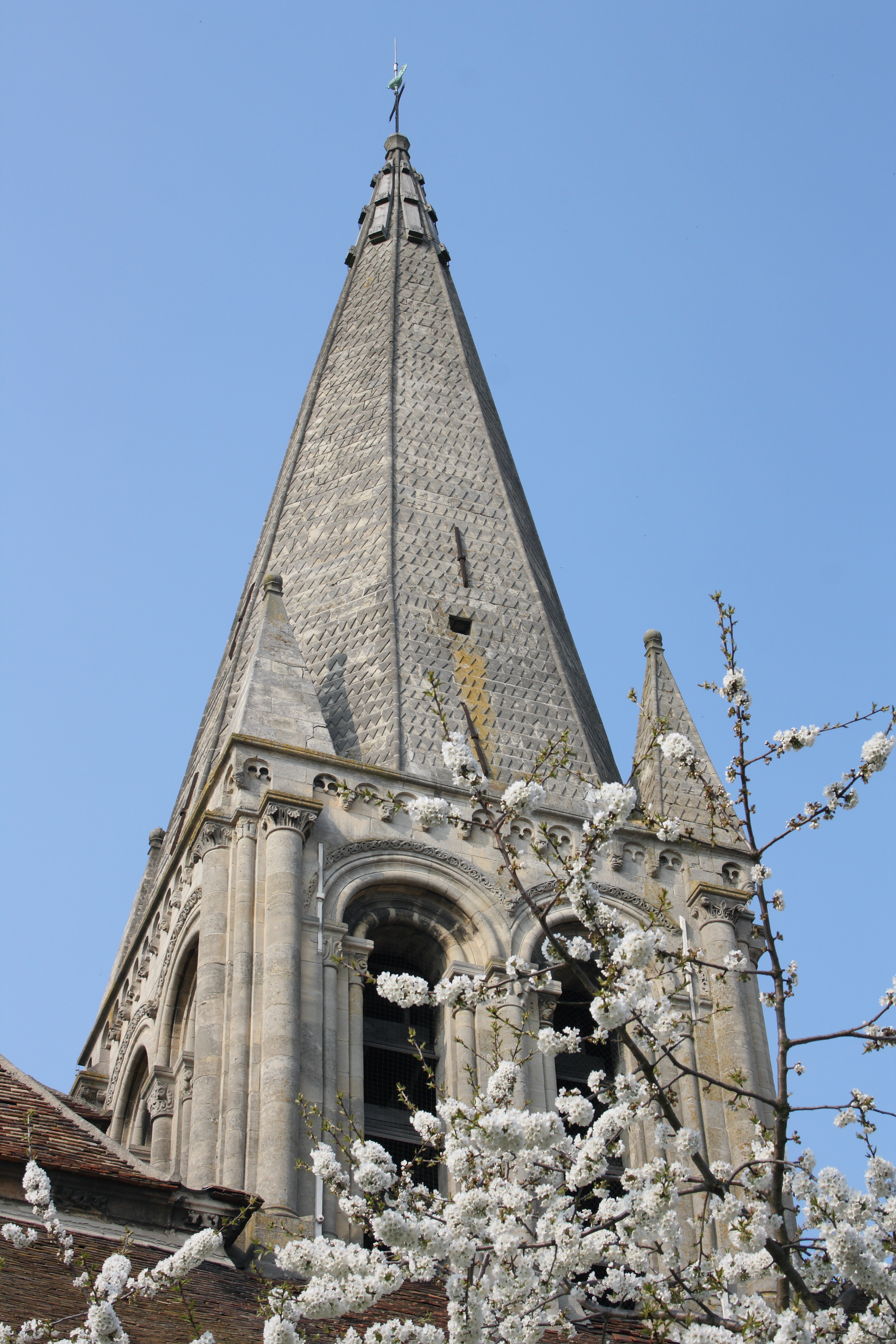
Vue depuis le sud-ouest.
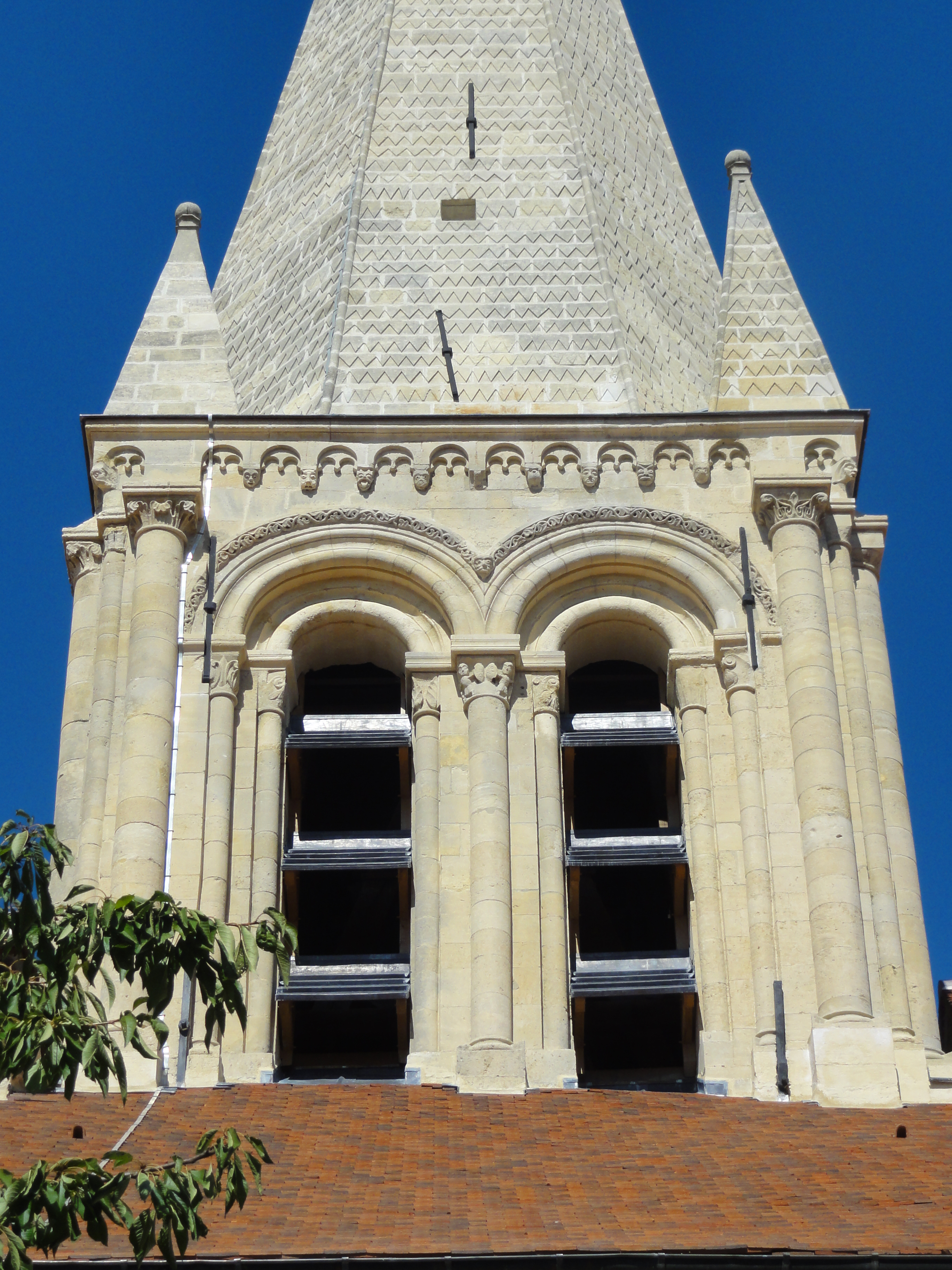
Étage de beffroi, côté sud.
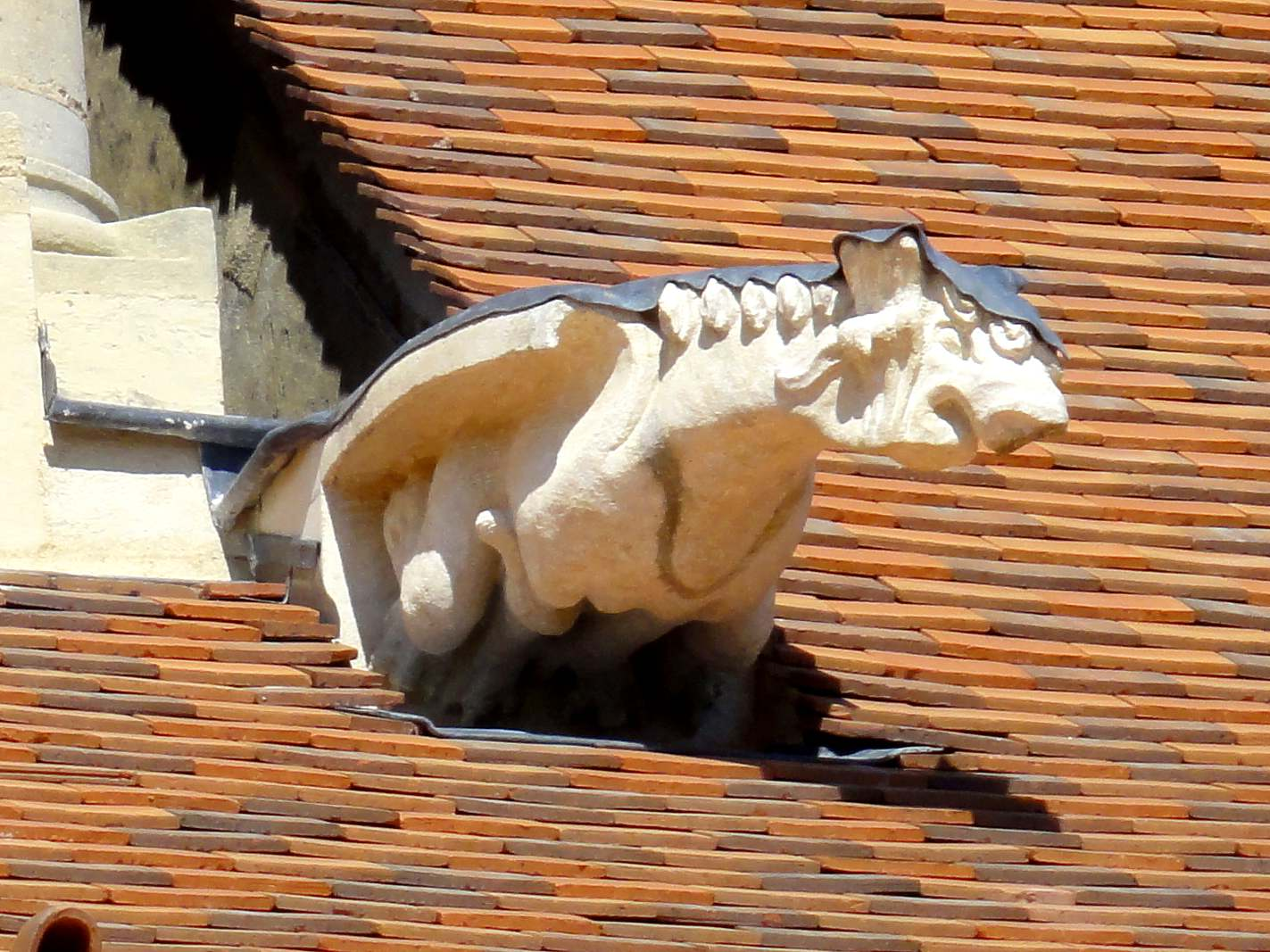
Gargouille au sud-est.

## Mobilier
L'église Saint-Pierre-et-Saint-Paul renferme un seul élément de mobilier classé monument historique au titre objet. Il s'agit de la dalle funéraire a effigie de Jean Soudain, capitaine de Senlis et concierge du château royal de Senlis mort le 12 juillet 1582, et de sa femme Colette Blondel, morte le 12 décembre 1557. La dalle est en bon état, seule la partie inférieure de l'inscription manque. L'église a abrité une dalle similaire, celle de Marguerite de Poncelles morte en 1588, mais elle a disparu aujourd'hui.
Du fait des évolutions déjà décrites, l'église ne possède pratiquement plus de mobilier ancien. Il n'y a plus qu'un bas-relief du XIIIe siècle représentant la Crucifixion mais bûché à la Révolution et devenu à peu près illisible ; une belle Vierge à l'Enfant également du XIIIe siècle ; ainsi que les neuf panneaux sculptés en bois de la tribune d'orgue, qui datent du XVIe siècle. L'orgue de cette époque a été remplacé par l'instrument actuel en 1889, qui est une œuvre du facteur d'orgue Auguste Suret. D'inspiration romantique, il possède quatorze jeux. Les vitraux ornementaux sont toujours ceux acquis par l'abbé Gallet. La dernière cloche d'avant la Révolution a été fondue en 1810 pour en faire quatre cloches plus petites. L'une a été abîmée par fait de guerre en 1944, et remplacée par une nouvelle cloche en 2001.